# Тиффани, Луис Комфорт
Луис Комфорт Тиффани (англ. Louis Comfort Tiffany, 18 февраля 1848, Нью-Йорк — 17 января 1933, Нью-Йорк) — американский художник: живописец, рисовальщик, ювелир и мастер декоративно-прикладного искусства периода модерна. Известен своими работами в керамике, стекле: витражами и светильниками в особой мозаичной технике «тиффани», произведениями из металла и эмали. Возглавлял семейную компанию Tiffany & Co., основанную его отцом, известным ювелиром Чарльзом Льюисом Тиффани.

## Биография

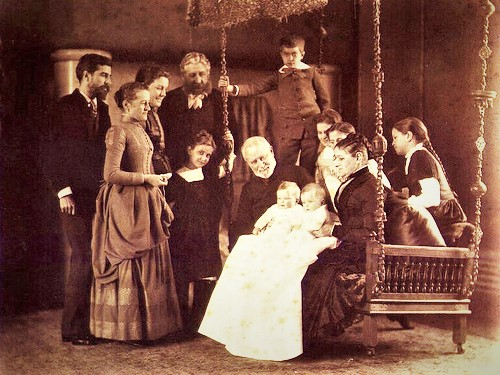
Луис Комфорт Тиффани (слева) со своими родителями и детьми. 1888

Луис родился в Нью-Йорке, он был одним из шести детей в семье основателя ювелирной фирмы Tiffany & Co. — Чарльза Льюиса (Луиса) Тиффани и Гэрриет Оливии Эйвери Янг. Луис учился в Пенсильванской военной академии в Уэст-Честере, штат Пенсильвания, и в Военной академии Иглсвуда в Перт-Амбой, штат Нью-Джерси. Однако выросший в роскоши и окружённый красивыми вещами, Луис Комфорт решил посвятить себя искусству. Обучался живописи у Джорджа Иннесса в Иглсвуде, штат Нью-Джерси, и Сэмюэля Колмена в Ирвингтоне, штат Нью-Йорк. В 1866—1867 годах учился в Национальной академии дизайна в Нью-Йорке и у салонного художника Леона-Адольфа-Огюста Белли в 1868—1869 годах. Пейзажи Белли оказали большое влияние на Тиффани. В 1876 году состоялась экспозиция работ Тиффани на Всемирной выставке в Филадельфии, а в 1877 году он стал одним из учредителей «Общества американских художников».
Тиффани начинал работать в качестве живописца, но примерно с 1875 года заинтересовался производством стекла и в течение четырёх лет вместе с группой молодых художников занимался проектированием стеклянной посуды, а также обоев, мебели и текстиля. Затем открыл собственную стекольную фабрику в Короне, штат Нью-Йорк. Художественный и организаторский талант Тиффани, а также деньги и связи его отца привели к успеху. Первая компания «Tiffany Glass Company» была зарегистрирована 1 декабря 1885 года, а в 1902 году стала известна как «Tiffany Studios».
В 1889 году на Всемирной выставке в Париже Тиффани был впечатлён изделиями из стекла Эмиля Галле. Он также познакомился с художником-графиком стиля ар-нуво Альфонсом Мухой. В 1893 году Тиффани построил новую фабрику под названием «Stourbridge Glass Company», позже названную «Tiffany Glass Furnaces», которая располагалась в Короне, Квинс, Нью-Йорк.
Постоянно экспериментируя, Тиффани разработал новый вид стекла с иризацией (радужной обработкой поверхности), получивший оригинальное название: «фэврайл глас» (англ. favrile glass, от ст.-франц. fauril— «подвижное, призрачное, рукодельное стекло»). Торговую марку «Favrile glass» Тиффани зарегистрировал 13 ноября 1894 года. Позже он использовал это слово для обозначения всей своей продукции: изделий из стекла, эмали и керамики.
На Всемирной выставке 1893 года в Чикаго работы Тиффани были восторженно приняты публикой. С середины 1880-х годов основанная им фирма производила витражи на религиозные сюжеты по заказам церквей и храмов. Из кусочков стекла, оставшихся после нарезки отдельных элементов витражей, компания стала производить абажуры электрически ламп по типу паечного (мозаичного) витража. К концу XIX века эти изделия приобрели большую популярность, и фирма заняла лидирующее положение на рынке. На Всемирной выставке 1900 года в Париже Тиффани Младший получил золотую медаль за витражи «Времена года».
Первые коммерчески произведённые абажуры «мозаичного стекла Тиффани» для электрических ламп датируются примерно 1895 годом. Большая часть продукции его компании была связана с изготовлением витражей и «ламп Тиффани», но его компания разработала полный спектр предметов оформления интерьера. На пике своего развития на фабрике Тиффани работало более трёхсот ремесленников. Недавнее исследование, проведенное профессором Рутгерского университета Мартином Эйдельбергом, предполагает, что команда талантливых женщин-дизайнеров, которых иногда называют «девушками Тиффани» (Tiffany Girls), во главе с Кларой Дрисколл сыграла большую роль в разработке многих цветочных узоров на знаменитых часах Тиффани, светильниках, а также для других изделий фирмы.
В интерьерах Тиффани также широко использовала мозаику. Мозаичной мастерской, в которой в основном работали женщины, до 1898 года руководил скульптор и проектировщик швейцарского происхождения Якоб Адольфус Хольцер.
После смерти отца в 1902 году, Луис Комфорт Тиффани стал первым художественным директором ювелирной компании Tiffany & Co. Находясь на этой должности, он создал отдел ювелирных изделий при магазине на Пятой авеню в Нью Йорке. Однако из-за Великой депрессии в 1932 году Л. К. Тиффани обанкротился, а в следующем году скончался.

## «Стекло Тиффани» и другие проекты
В 1881 году мастерская Тиффани выполнила проект оформления интерьера дома Марка Твена в Хартфорде, штат Коннектикут, который всё ещё существует, но самая заметная работа фирмы была выполнена в 1882 году, когда президент Честер Алан Артур отказался переехать в Белый дом, пока он не будет отремонтирован. Президент поручил фирме Тиффани, уже получившей известность удачными проектами, переделать парадные залы, которые Артур нашёл безвкусными. Тиффани работал над Восточной комнатой, Синей комнатой, Красной комнатой, Парадной столовой и Вестибюлем, обновляя мебель, перекрашивая стены, устанавливая заново оформленные камины, меняя обои и, конечно же, добавляя «Стекло Tиффани» для газовых светильников и окон, а также опалового стеклянного экрана от пола до потолка в вестибюле. Экран Тиффани и другие викторианские дополнения были удалены во время реконструкции, проведённой президентом Рузвельтом в 1902 году, в результате которой интерьеры Белого дома были восстановлены в «федеральном стиле» в соответствии с его архитектурой.
Тиффани часто использовал опаловое стекло (на основе шихты из смеси кварцевого песка, кальцинированной соды, плавикового шпата и кремнефторида натрия). Такое полупрозрачное (матированное) стекло характерно молочно-белой окраской стеклянной массы с нежно-радужными оттенками — голубыми, розовыми или желтоватыми, наподобие драгоценного камня опала. Фирма Тиффани приобрела патент Стэнфорда Брея (https://patents.google.com/patent/US349424A/en) на «технику медной фольги», наподобие «оконной», или «транспарантной, эмали» — техники, известной ещё в Средневековье. В такой технике эмалью заполняют «окошки», образовавшиеся в сквозной, ажурной резьбе, а для того, чтобы эмаль не вытекала при обжиге, под отверстия временно подкладывают медную фольгу, которую позднее снимают или растворяют кислотой. Эта техника описана в знаменитом средневековом трактате монаха Теофила. Аналогичную технику используют, хотя и редко, в искусстве витража. Тиффани стал применять такую технику при создании своих «мозаичных абажуров».
Свинцовые перемычки, использовавшиеся в течение многих веков для соединения стёкол между собой в традиционных паечных витражах, оказались грубыми при изготовлении небольших по размеру изделий. Тиффани нашёл заменитель свинцовым перемычкам в виде тонких медных полосок, вырезанных из металлического листа с последующим лужением и патинированием. При мозаичном наборе из разноцветных стеклянных кусочков, вырезанных по требуемому рисунку, они вначале приклеивались к основе из прозрачного стекла с помощью пчелиного воска, а затем спаивались оловом. Таким образом стало возможным соединять мельчайшие кусочки стекла на сложных объёмных формах. Первоначально техника медной фольги применялась для создания ламповых абажуров, но затем Тиффани стал использовать её и для больших витражей. Иногда мастера фирмы применяли сочетание свинцовой оплётки с медной фольгой.
Собственно изобретателем опалесцентного стекла (или стекла Тиффани) является Джон Ла Фарж, который уже в 1875 году использовал такое стекло для витражей. Через некоторое время и другие художники обратили внимание на новый вид стекла и стали сами экспериментировать в этой области или просто копировать стёкла Ла Фаржа. Тиффани не был исключением. Дважды он работал вместе с Ла Фаржем в его мастерской в Бруклине. Впоследствии Тиффани поставил изготовление изделий из опалового стекла на коммерческую основу. При этом он заключил с Ла Фаржем соглашение о том, что ламповые абажуры и витражи с использованием такого стекла будут носить имя Тиффани.
Благодаря применению новых видов стёкол разнообразной окраски и текстуры, в том числе «складчатого» или «драпированного» (волнистой поверхности), Тиффани с успехом справлялся с такими живописными задачами, как изображение волнистой поверхности воды или листвы одной стеклянной пластиной без применения дополнительной росписи. Только для изображения рук и лиц фигур мастер использовал чёрно-коричневую краску шварцлот.
Около 1893 года Тиффани запатентовал собственный способ производства стеклянных изделий с иризацией — радужной плёнки, переливающейся всеми цветами радуги. Однако ещё ранее, в 1873 году на Всемирной выставке в Вене такое стекло продемонстрировала австрийская фирма Лобмейр, а в 1878 году — Стекольная фабрика «Вдова Йоханна Лётца» из Клостермюле (эффект достигался с помощью нагрева изделия в жидкой смеси хлористого олова с нитратом бария). Однако именно в период модерна такое стекло в полной мере стало отвечать новой эстетике. Тиффани успешно создавал люстрированные изделия из керамики и стекла, в том числе по заказам Зигфрида Бинга в Париже.
Изделия из стекла фирмы Тиффани: витражи, ламповые абажуры и другие произведения декоративно-прикладного искусства из цветного стекла приобрели такую популярность, что стиль модерн, в котором работал художник, в США и других странах называют также «стиль тиффани». Изобретённые мастером технологии также отождествляют со «стилем Тиффани», под которым чаще всего подразумевают необычной формы ламповые абажуры с преобладающими натуралистическими мотивами и витражи насыщенных цветов с изображениями природных мотивов. Крупнейшая в мире коллекция ювелирных и стекольных изделий фирмы Тиффани находится в музее «Метрополитен» в Нью-Йорке.

## «Фэврайл глас»

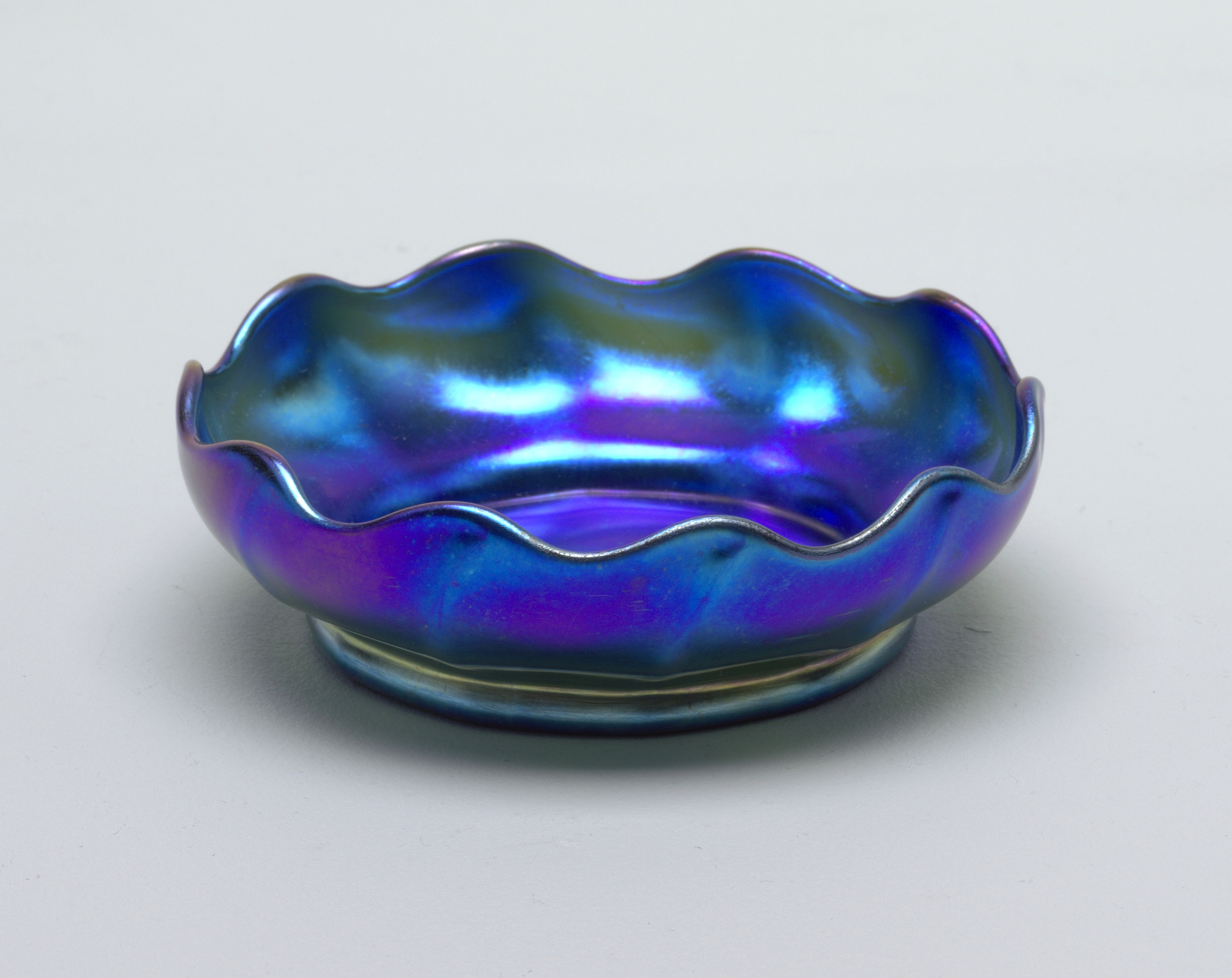
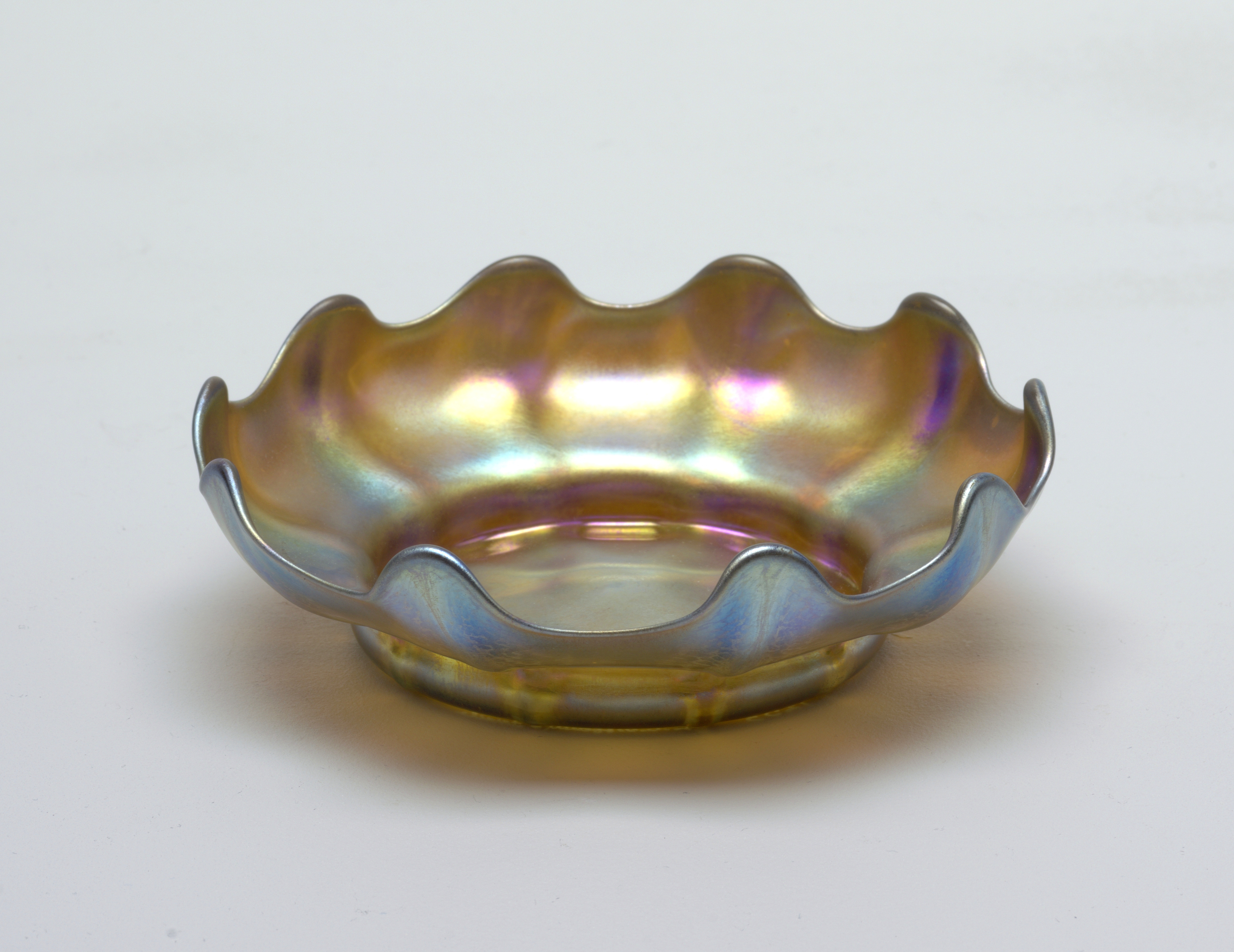
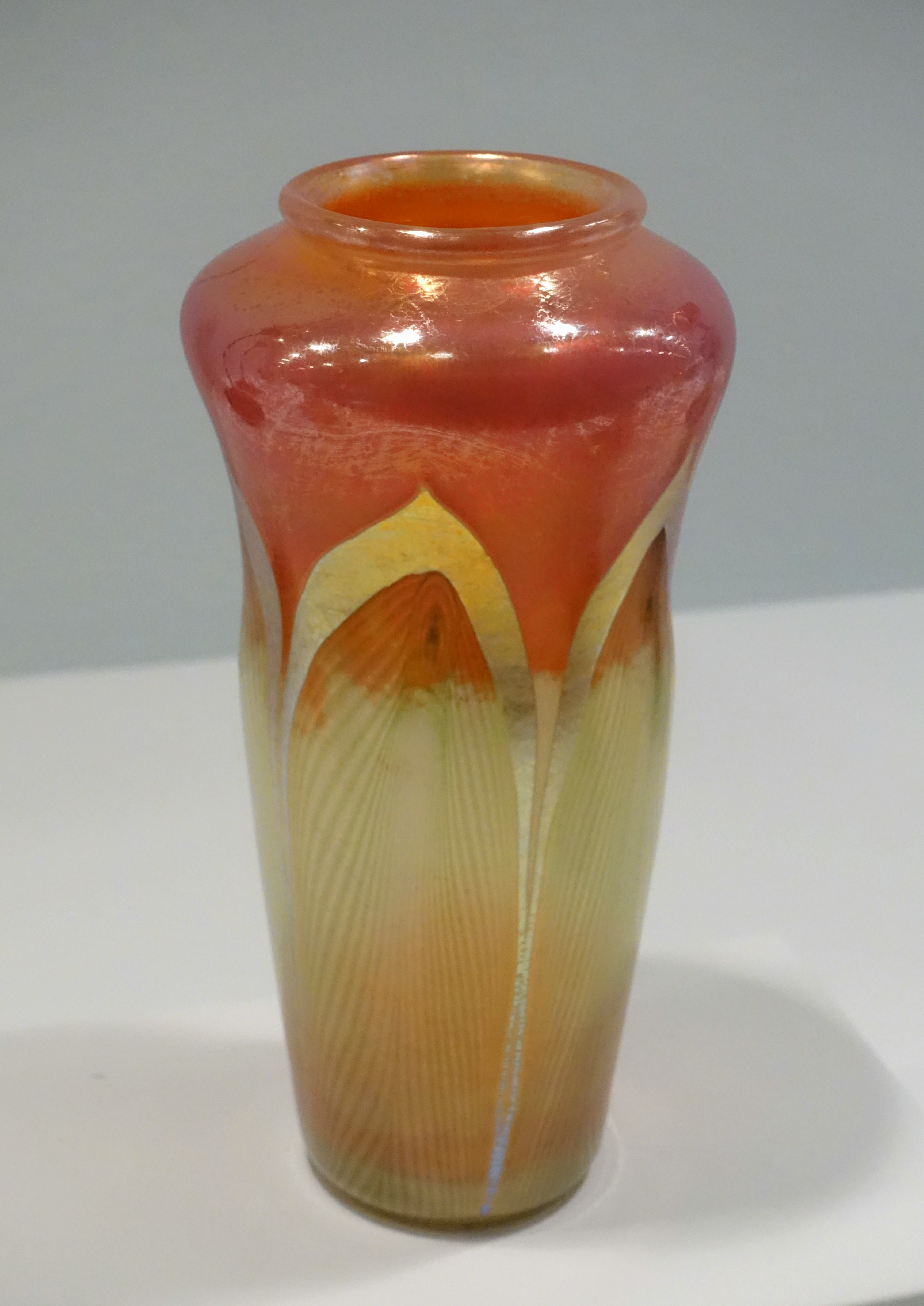
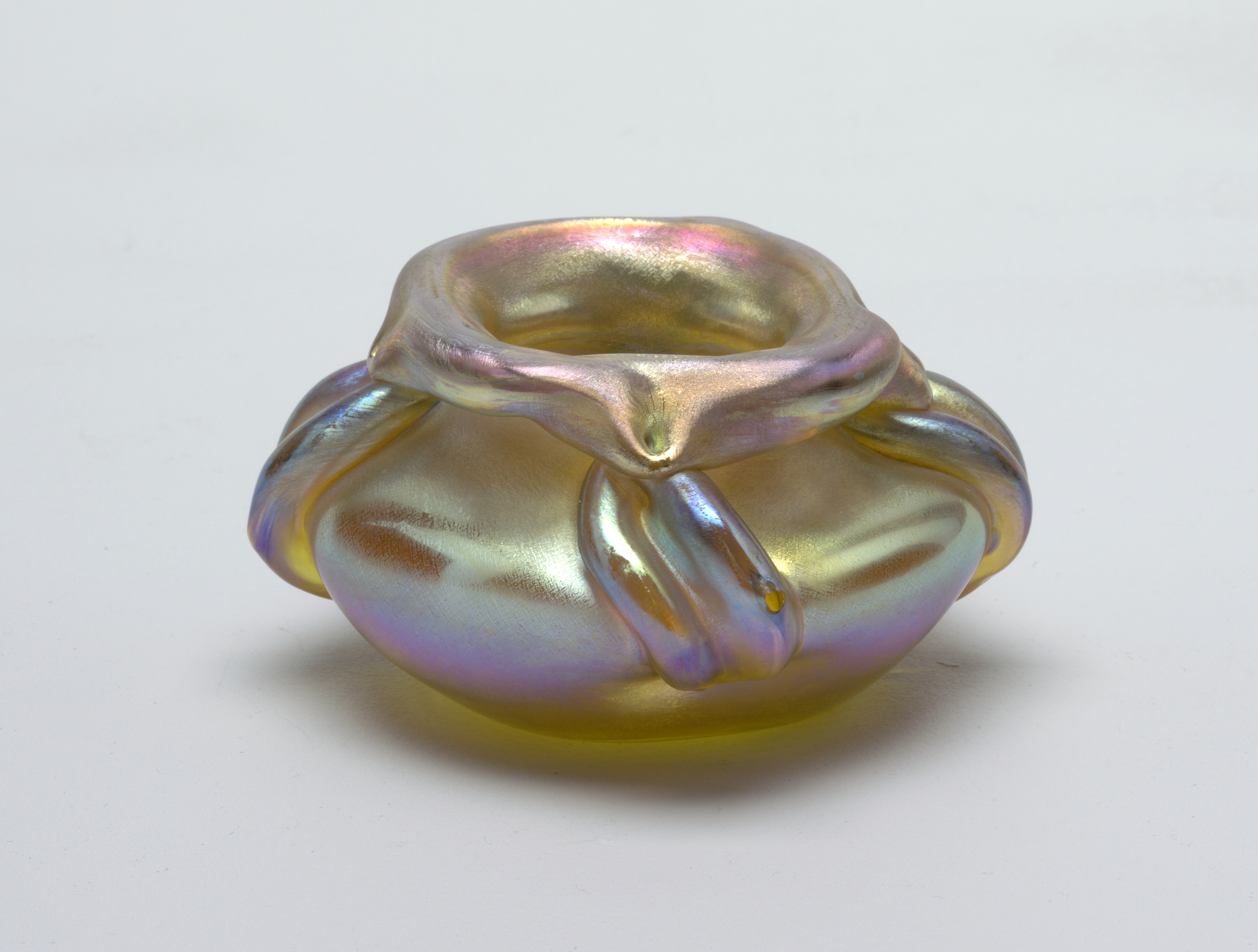
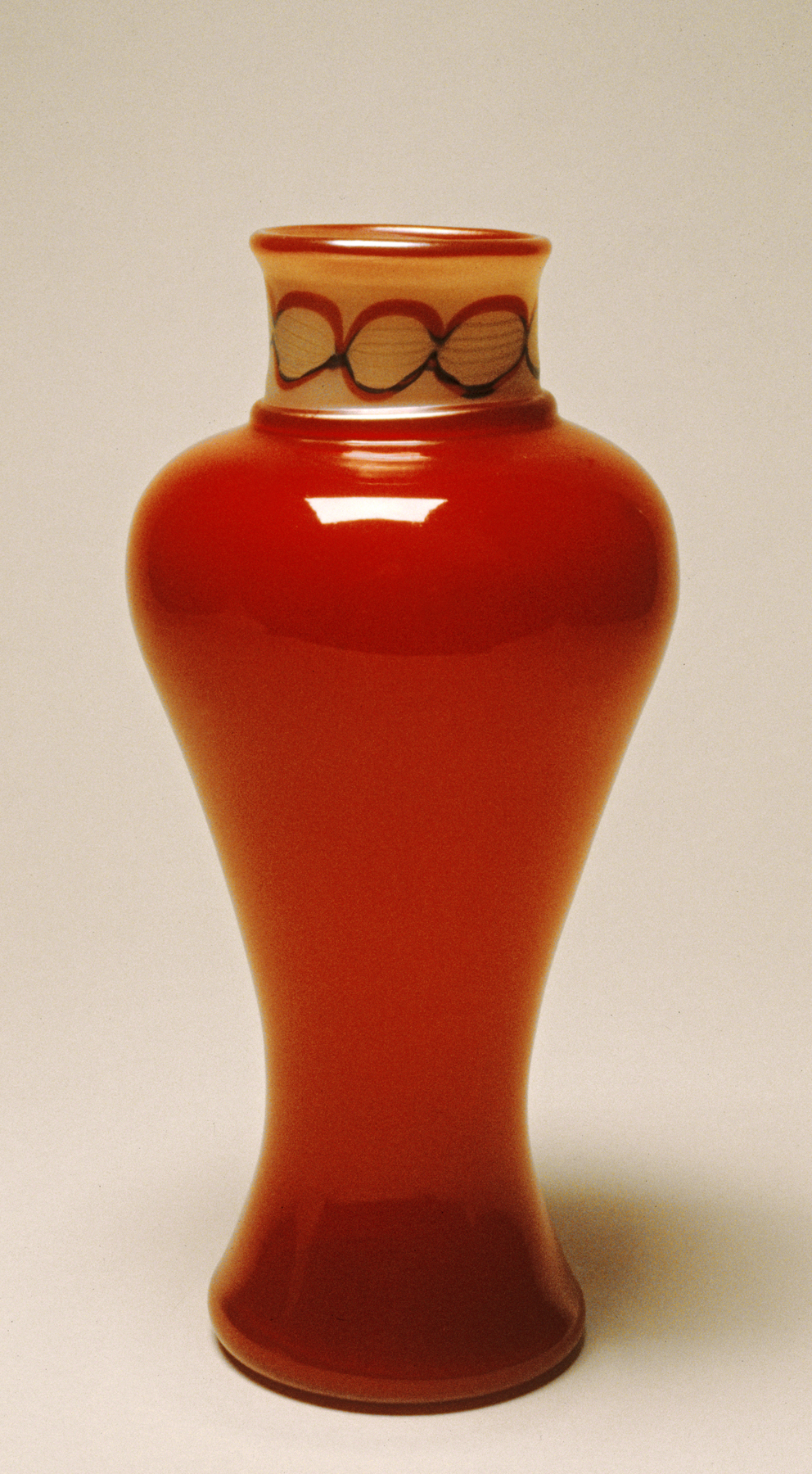
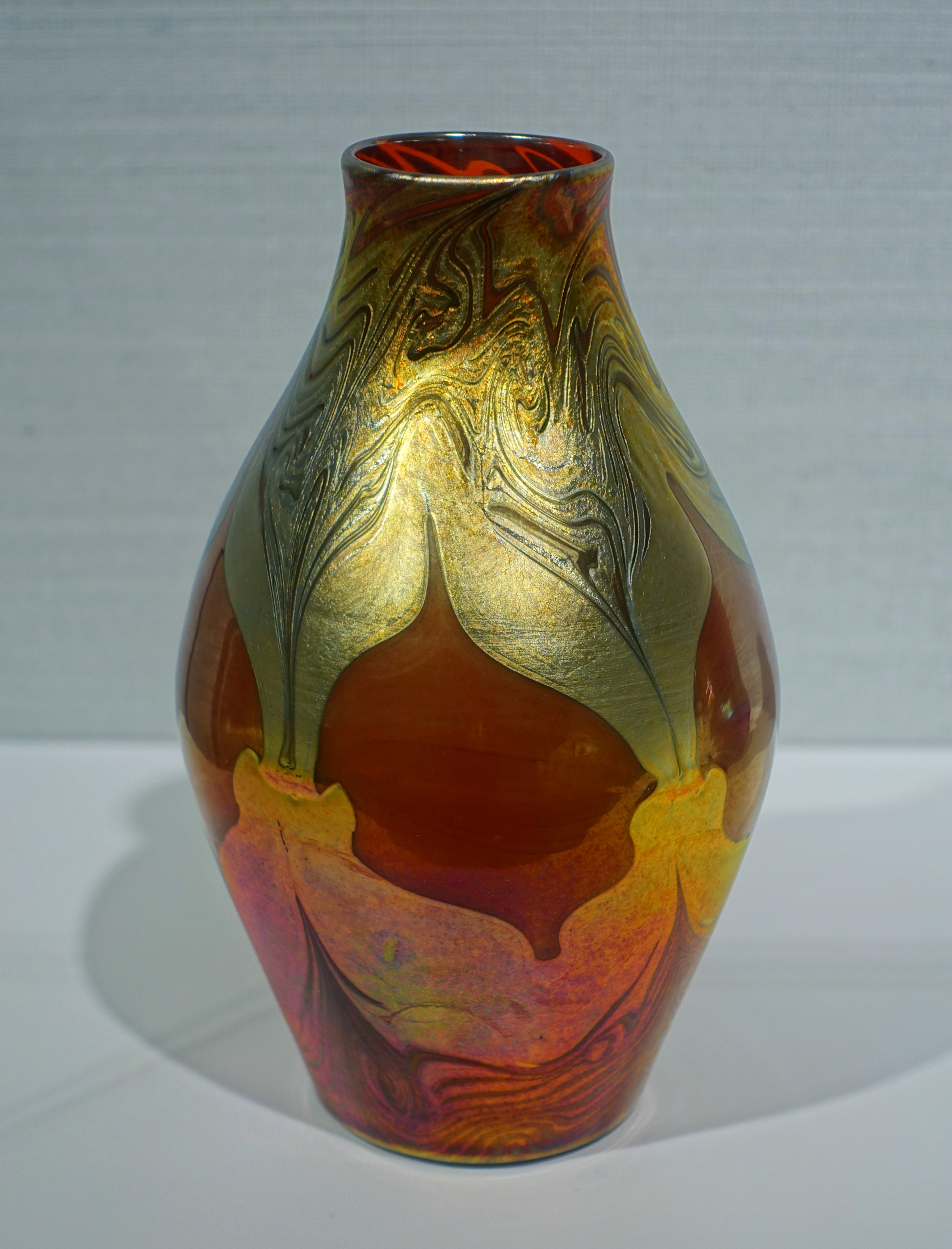
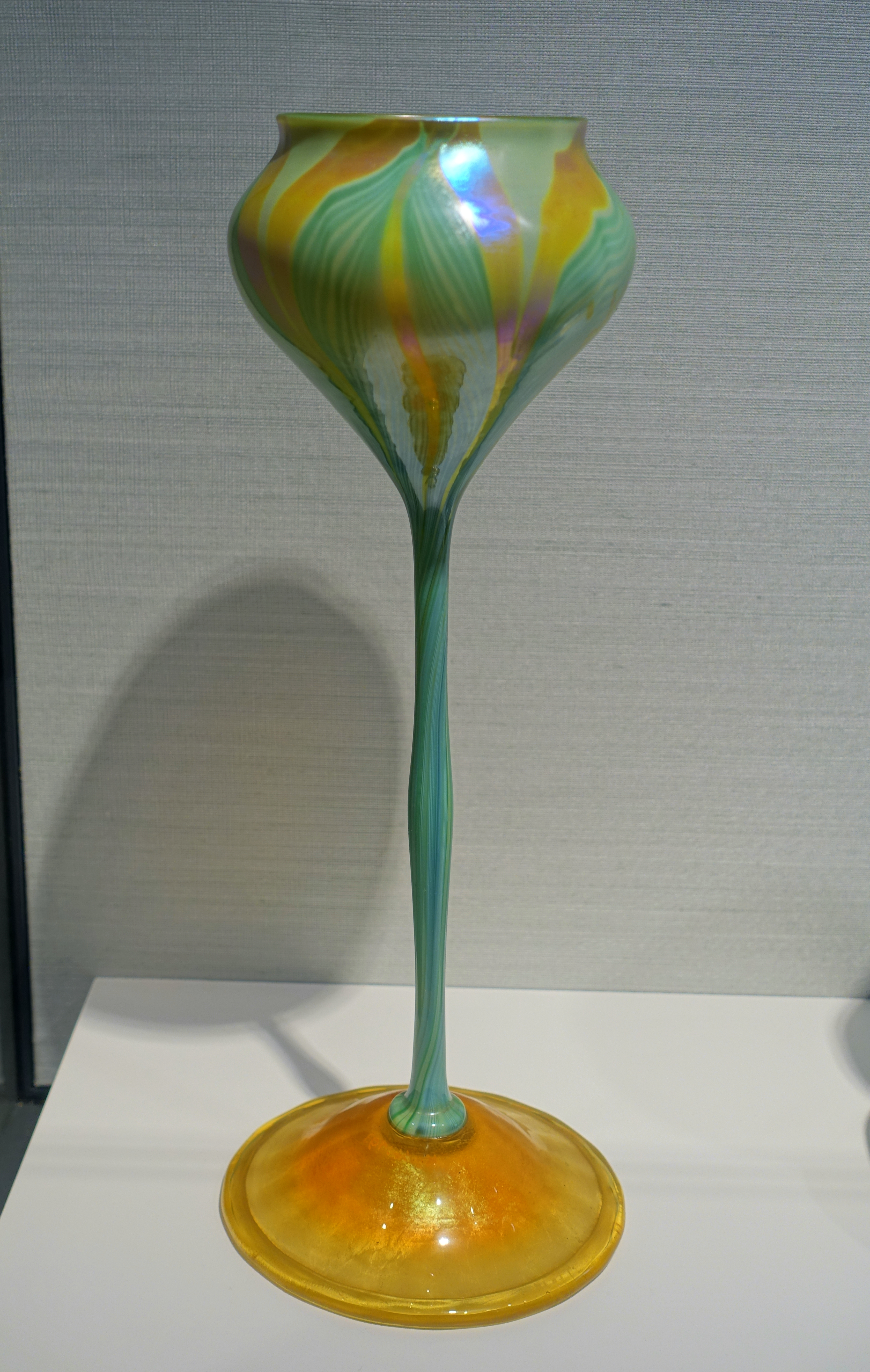
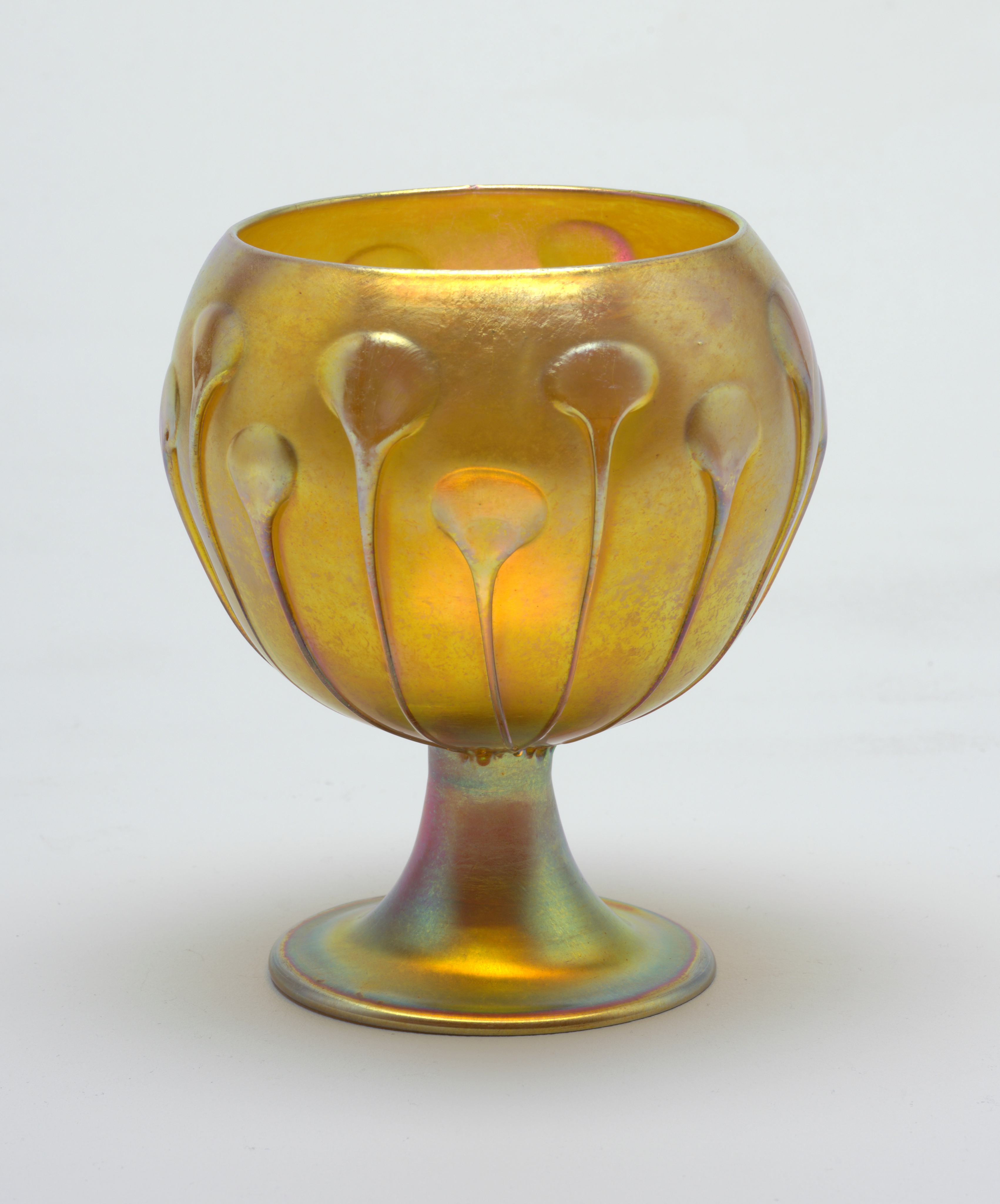
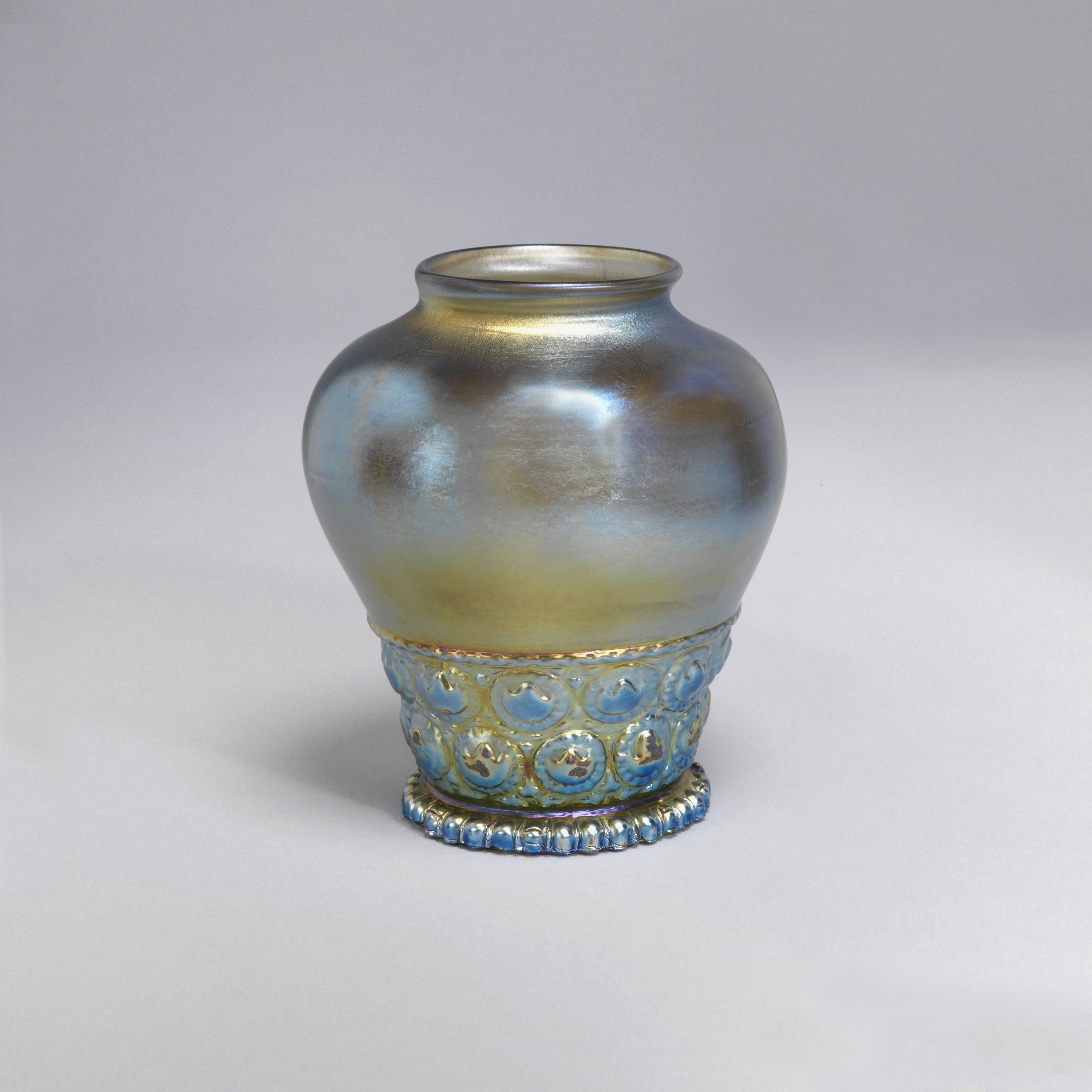

## Витражи Тиффани

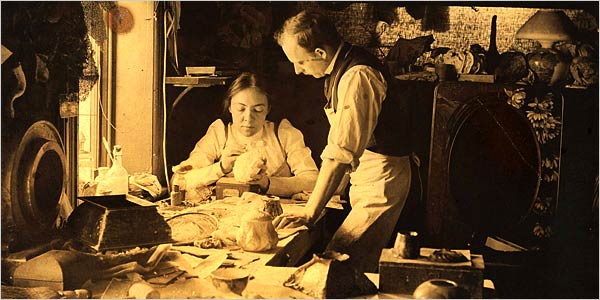
Клара Дрисколл в мастерской Тиффани. 1901

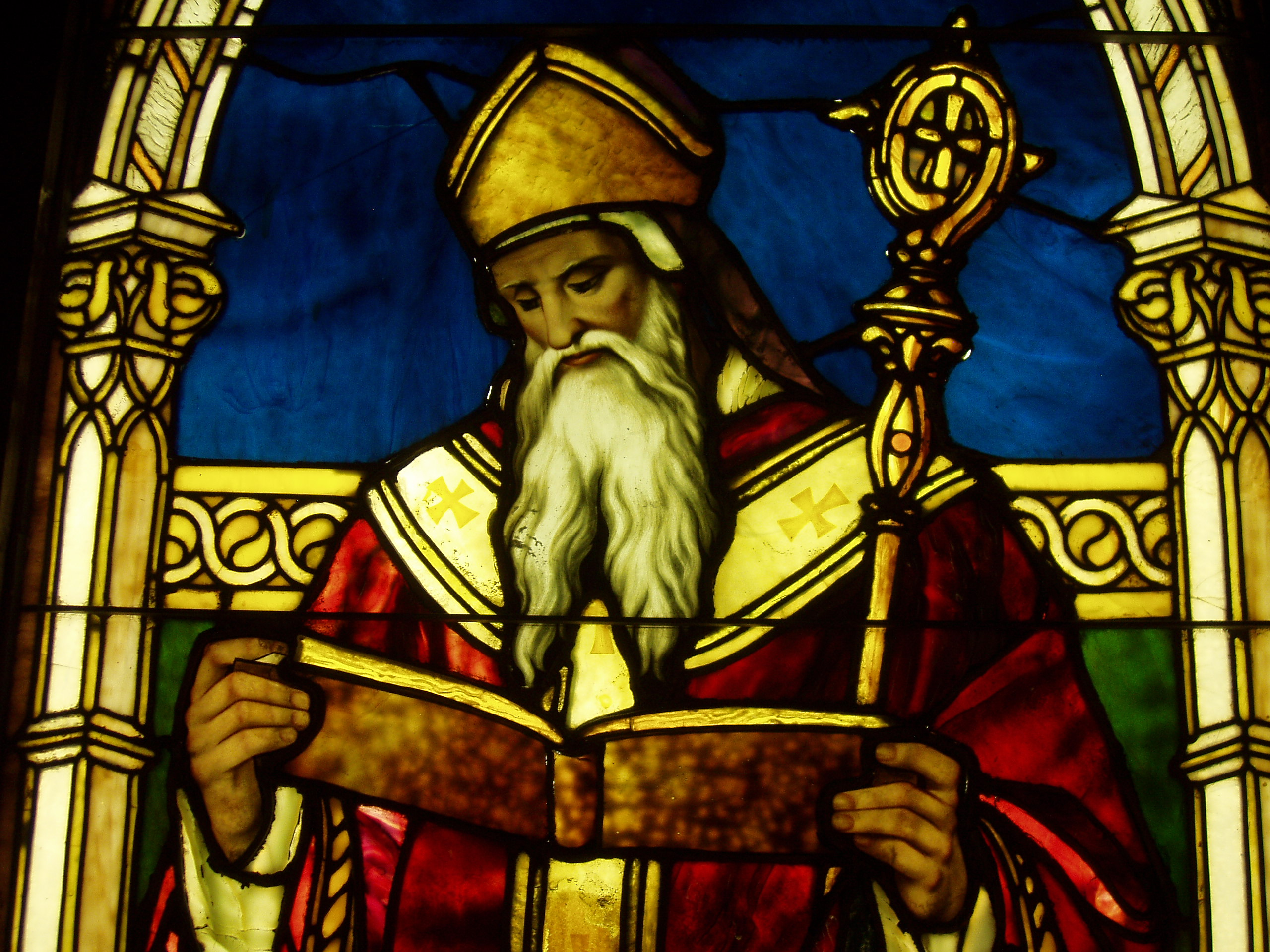
Витраж церкви Св. Августина. Музее Лайтнера, Сент-Огастин, Флорида
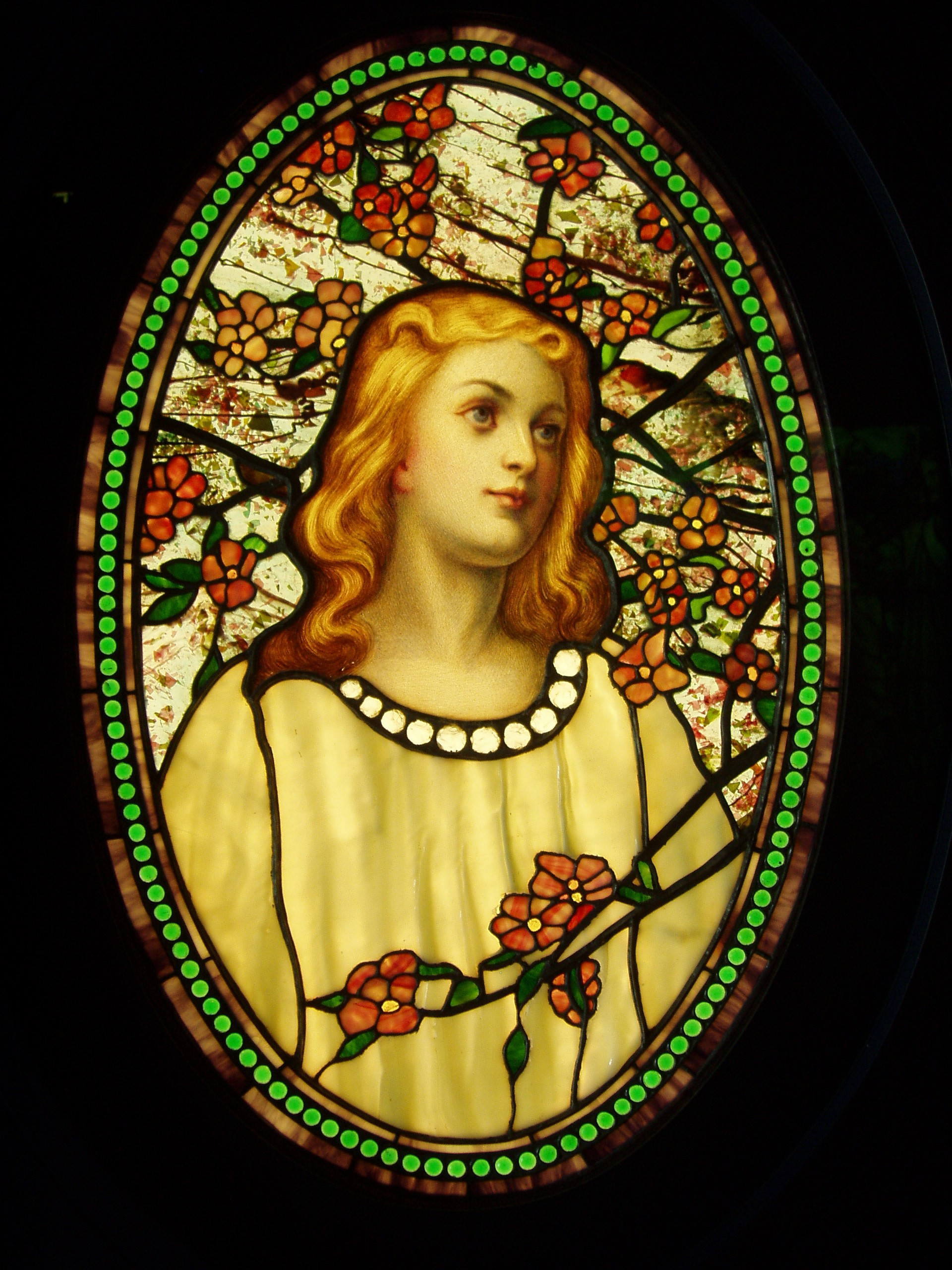
Девушка с цветущей вишней
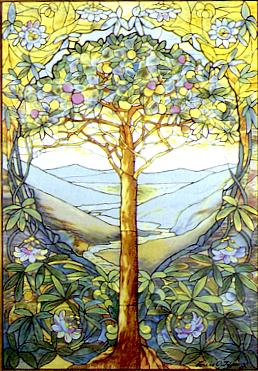
Дерево жизни
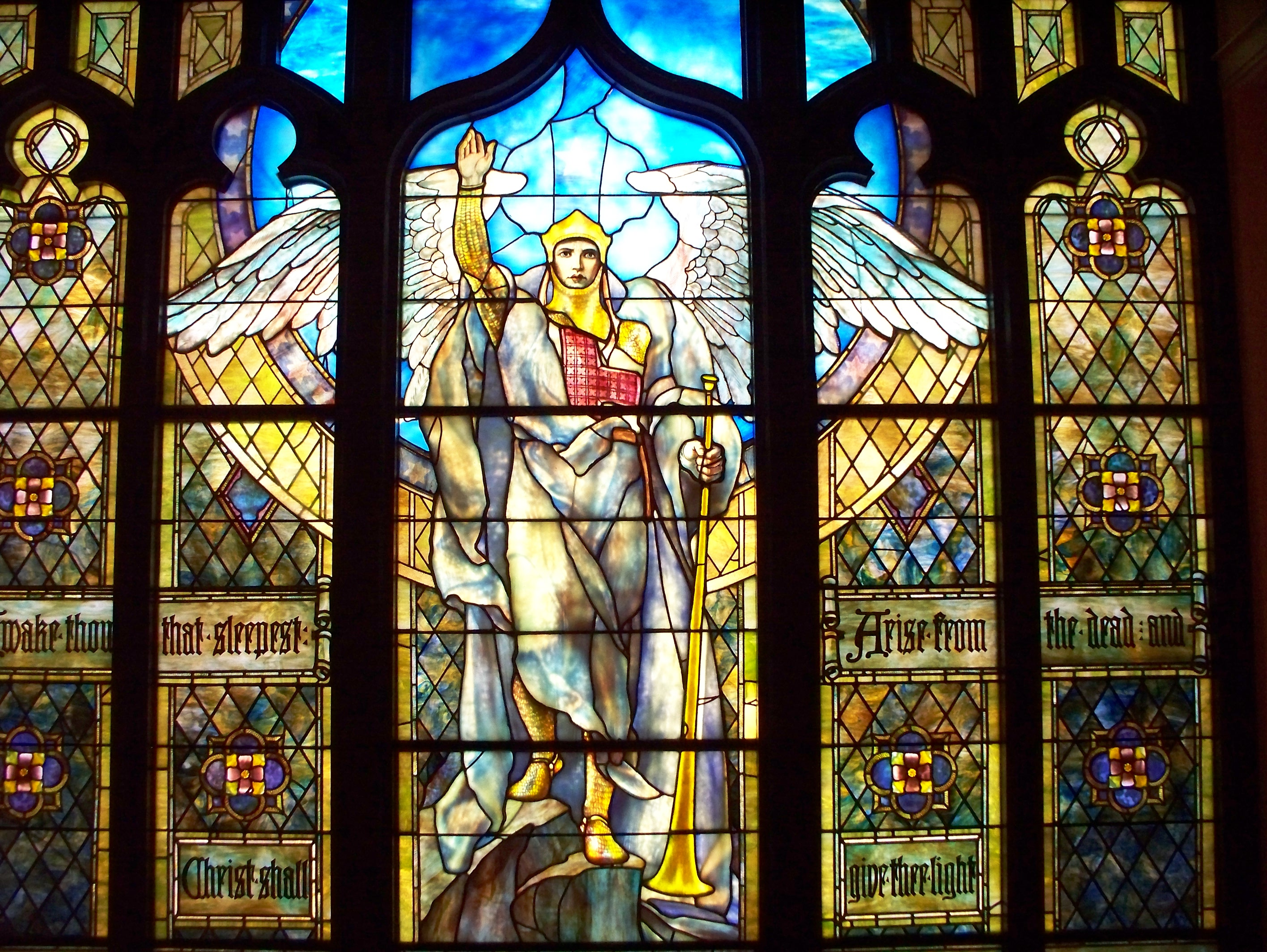
Ангел Воскресения. 1904. Художественный музей Индианаполиса
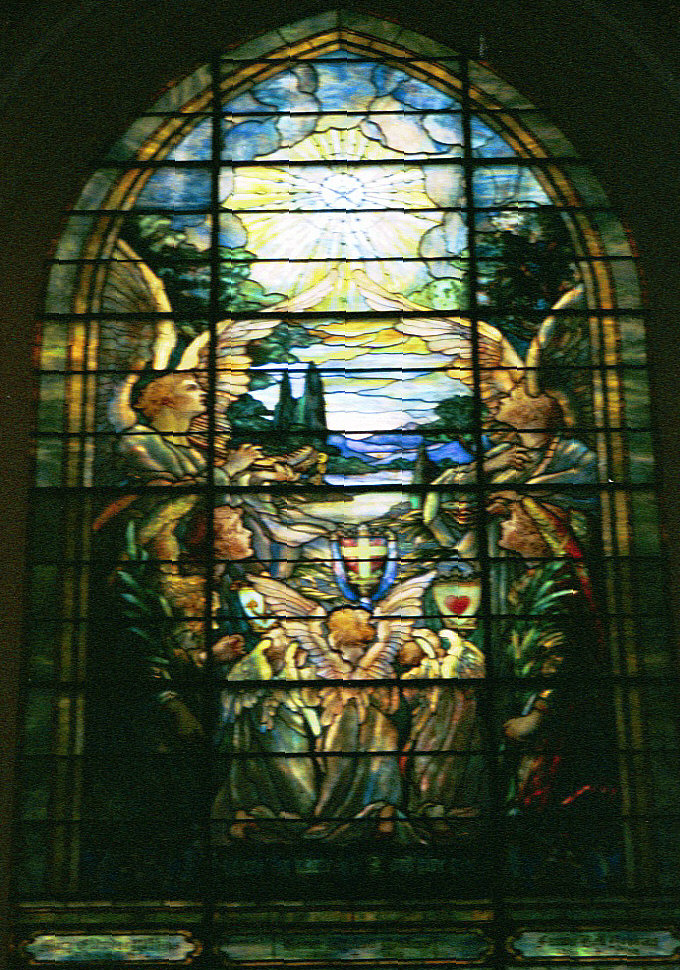
Новое творение. Пресвитерианская церковь Мемориала Брауна. Балтимор, Мэриленд
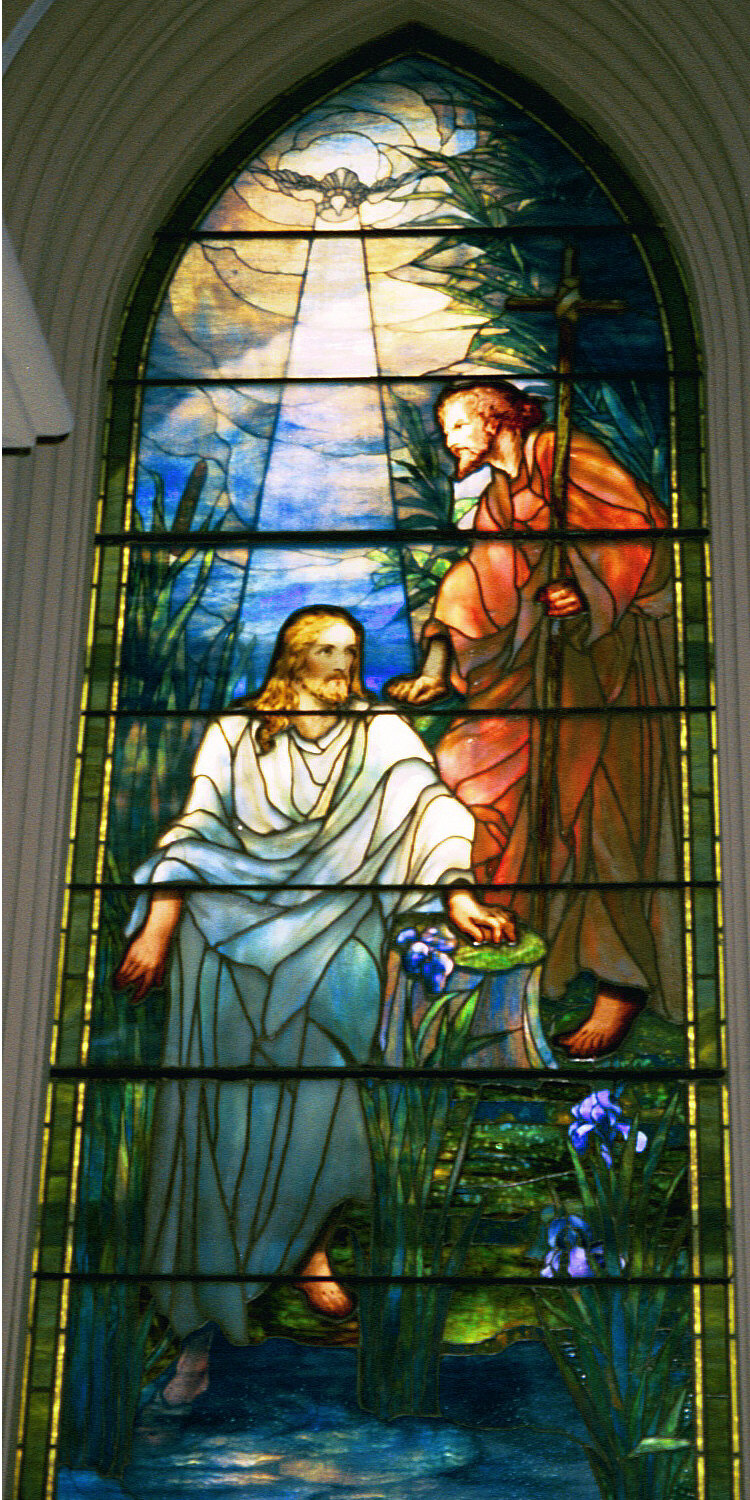
Крещение Христа. Церковь Мемориала Брауна. Балтимор, Мэриленд
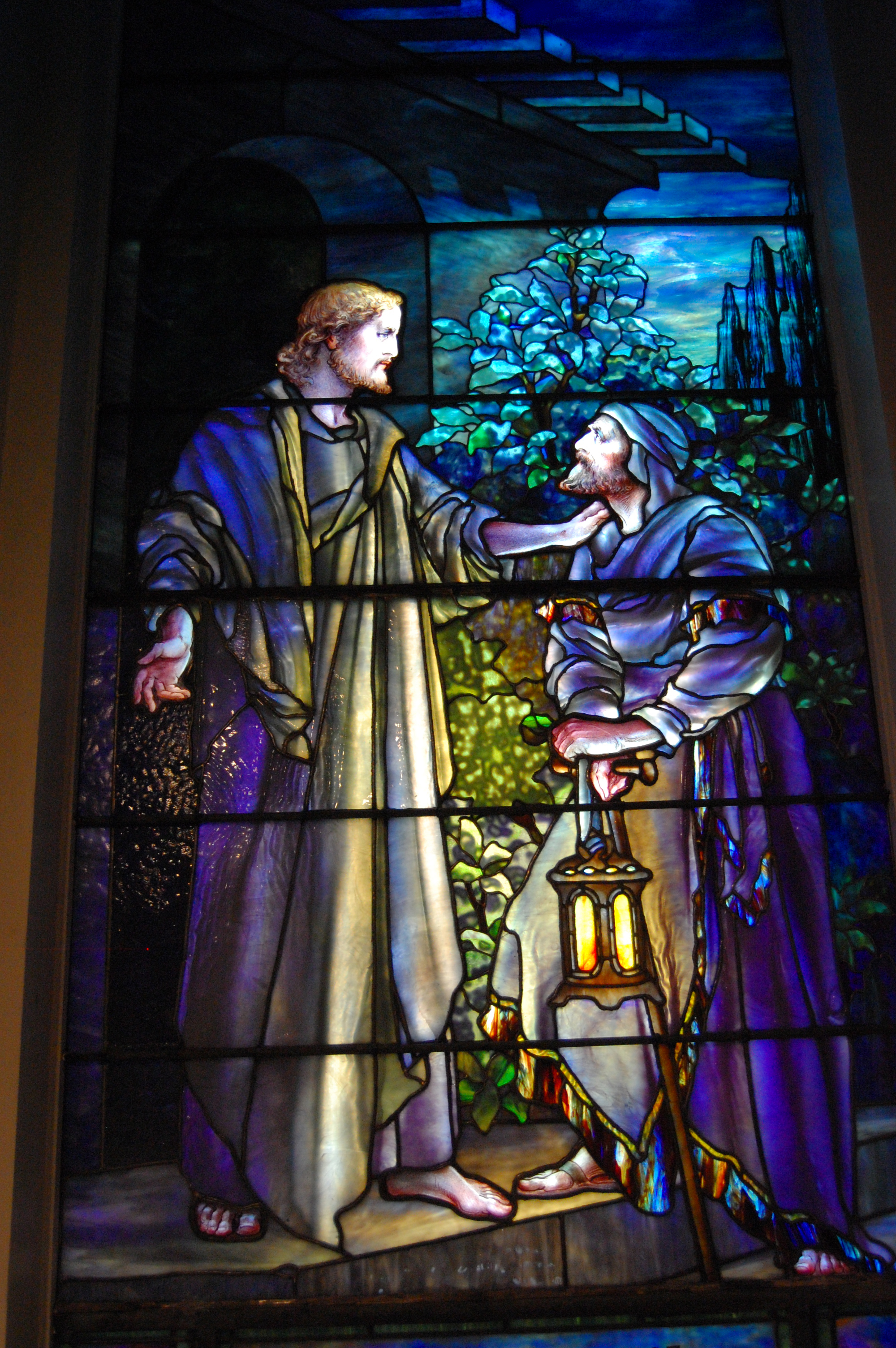
«Никодим пришел к Нему ночью». Первая пресвитерианская церковь. Локпорт, Нью-Йорк
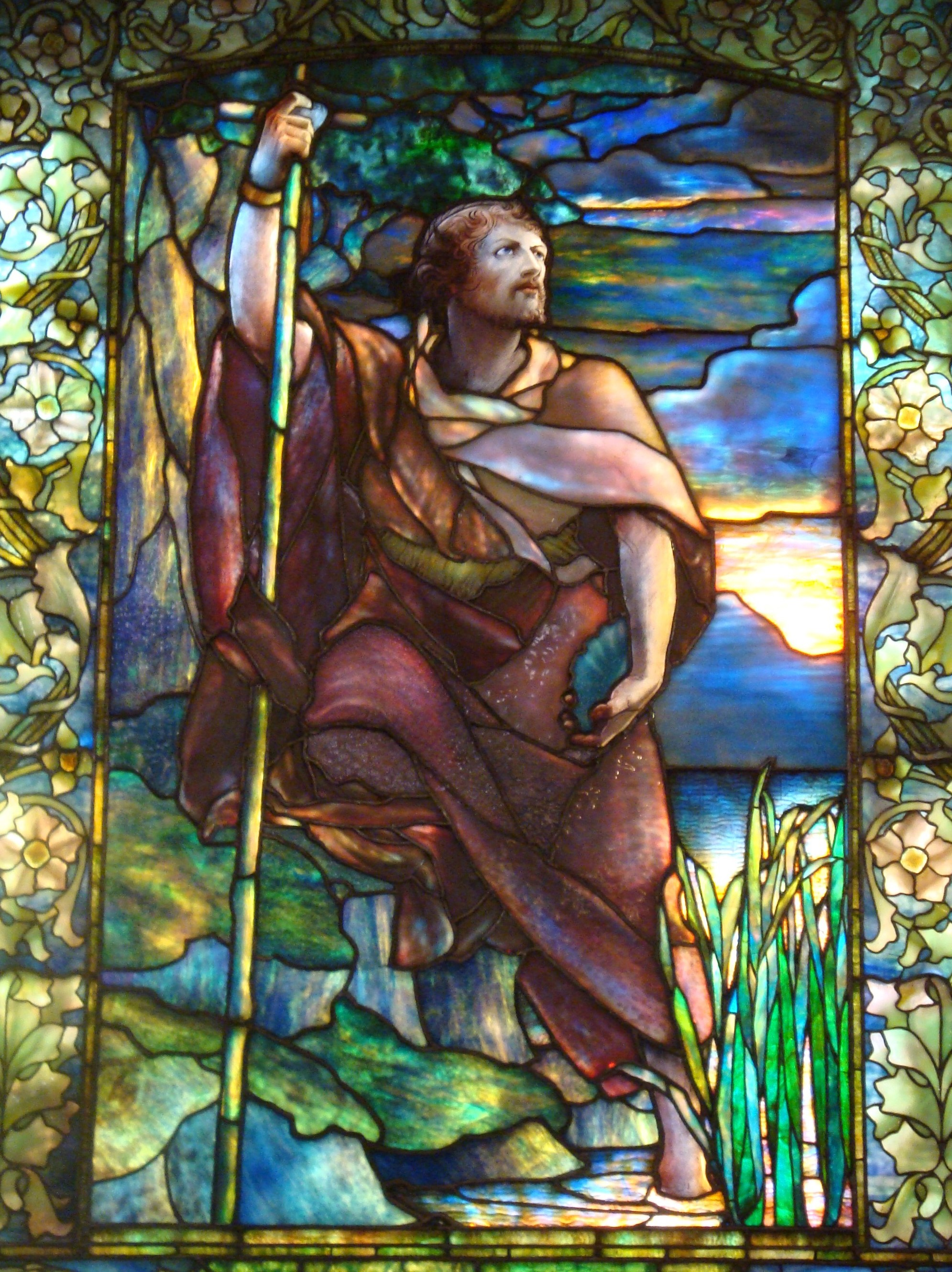
Иоанн Креститель. Церковь на Арлингтон-стрит. Бостон
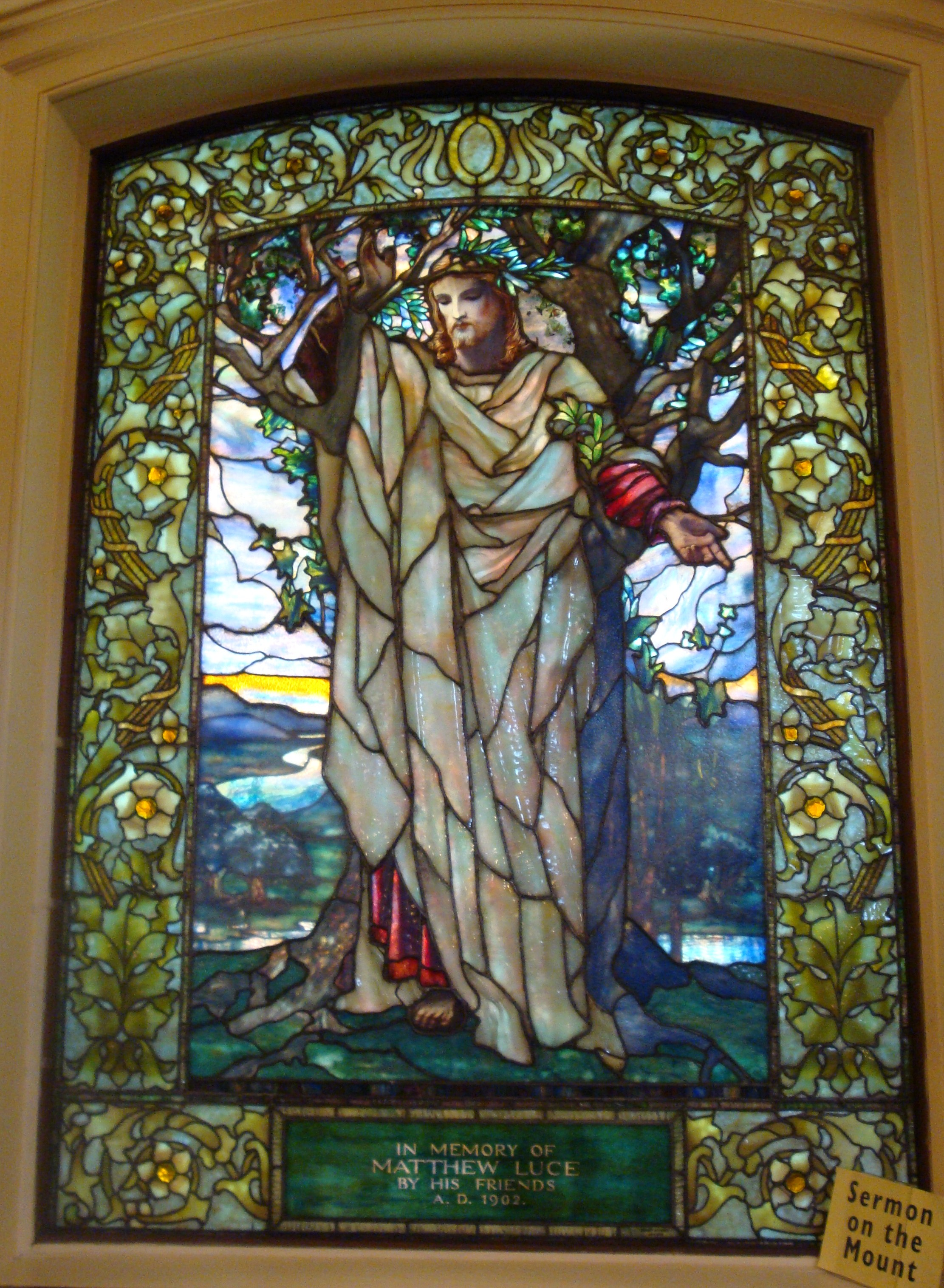
Нагорная проповедь. Церковь на Арлингтон-стрит. Бостон

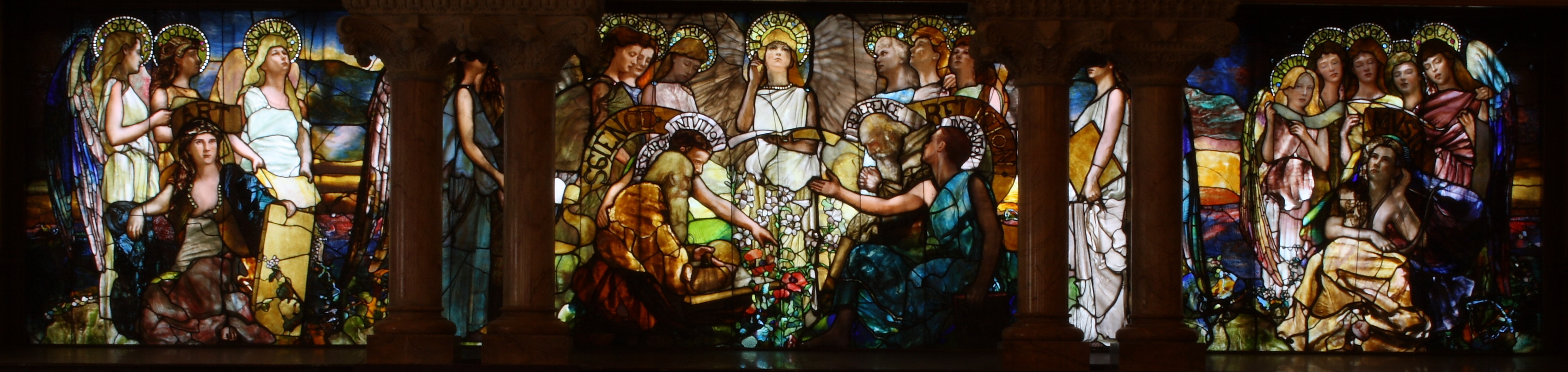
[[Education (Chittenden Memorial Window)|Образование. 1890. Мемориальный зал Линсли-Читтенден. Йельский университет

## Творческий вклад Клары Дрисколл
Талантливая художница Клара Дрисколл, стоявшая во главе «девушек Тиффани» (Tiffany Girls), создала собственный стиль в лучших традициях ар нуво — изделий с растительными орнаментами (лампы «Глициния», «Пион», «Нарцисс»). Именно Клара отвечала в мастерских за подбор и обработку цветного стекла.
Клара родилась в 1861 году, в штате Огайо, в небольшом городке неподалёку от Кливленда. Она окончила художественную школу в Кливленде, и некоторое время работала проектировщиком для местного производителя мебели. Через некоторое время она переехала в Нью-Йорк, чтобы посещать Школу Искусств при Музее Метрополитен. В 1888 году Луис Тиффани заметил талант девушки, и вскоре она уже работала в его компании, создавая эскизы витражей и плафонов.
Первым её произведением для компании стала лампа «Нарциссы». Всего Клара создала около тридцати проектов светильников. Лампа «Стрекоза» даже удостоилась бронзовой медали на Всемирной выставке в Париже 1900 года. По сути, именно Клара разработала все основные элементы рисунка и цвета, благодаря которым лампы Тиффани ценятся столь высоко (рекордная цена на аукционе за антикварный светильник составила около 2,8 млн долларов).
Луис Тиффани считал, что семья отвлекает женщин от работы, и запрещал своим сотрудницам вступать в брак. Поэтому в 1889 году, когда Клара вышла замуж, она ушла из компании. Но первый муж Клары в 1892 году скончался, и она вновь вернулась в мастерскую, где проработала до 1909 года, пока вновь не вышла замуж.
Стараниями профессора Ратгерского Университета (США) Мартина Эйдельберга найдены документы, подтверждающие роль Клары в создании шедевров мастерской Тиффани.

## «Витражные абажуры» Тиффани

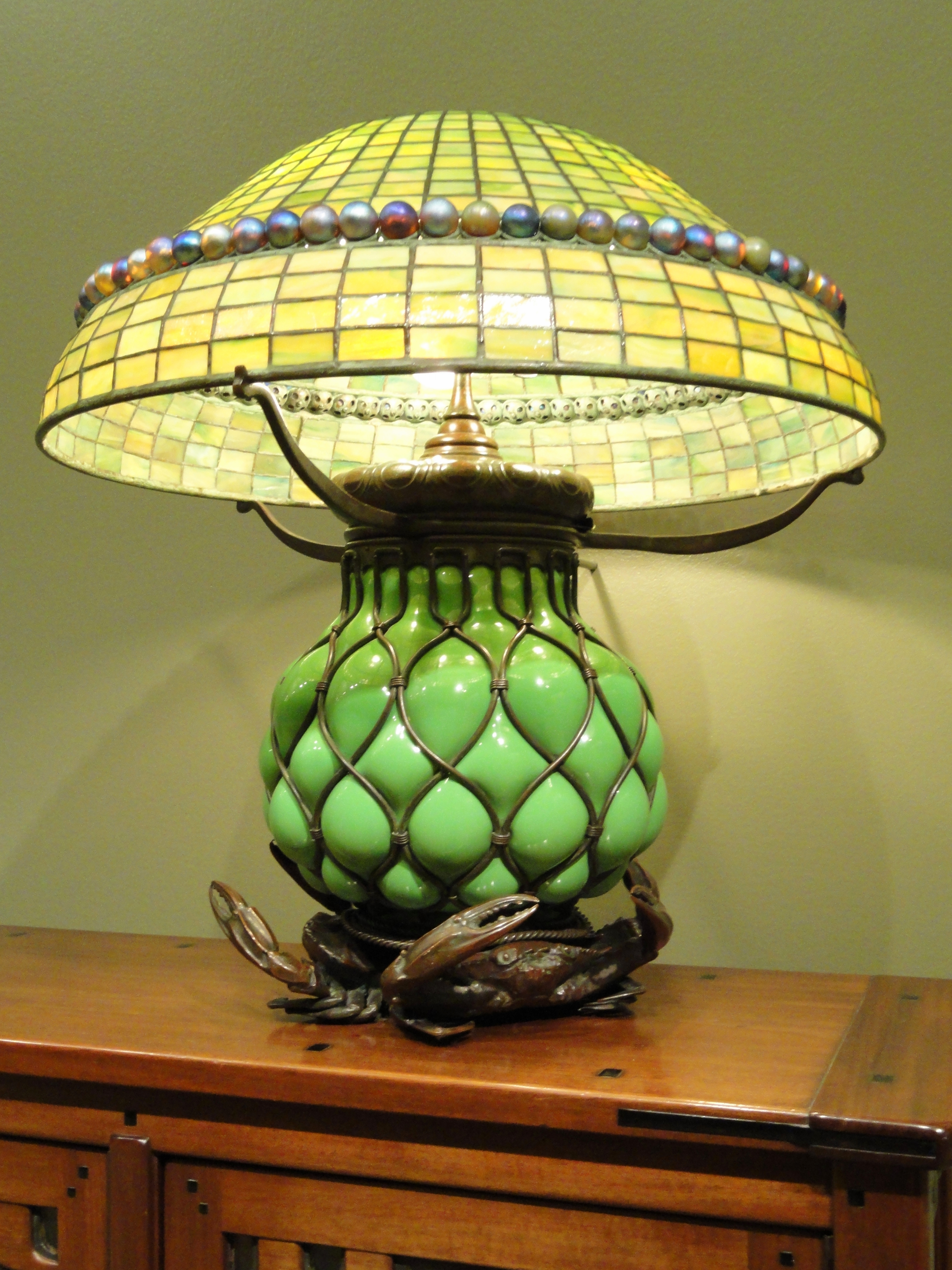
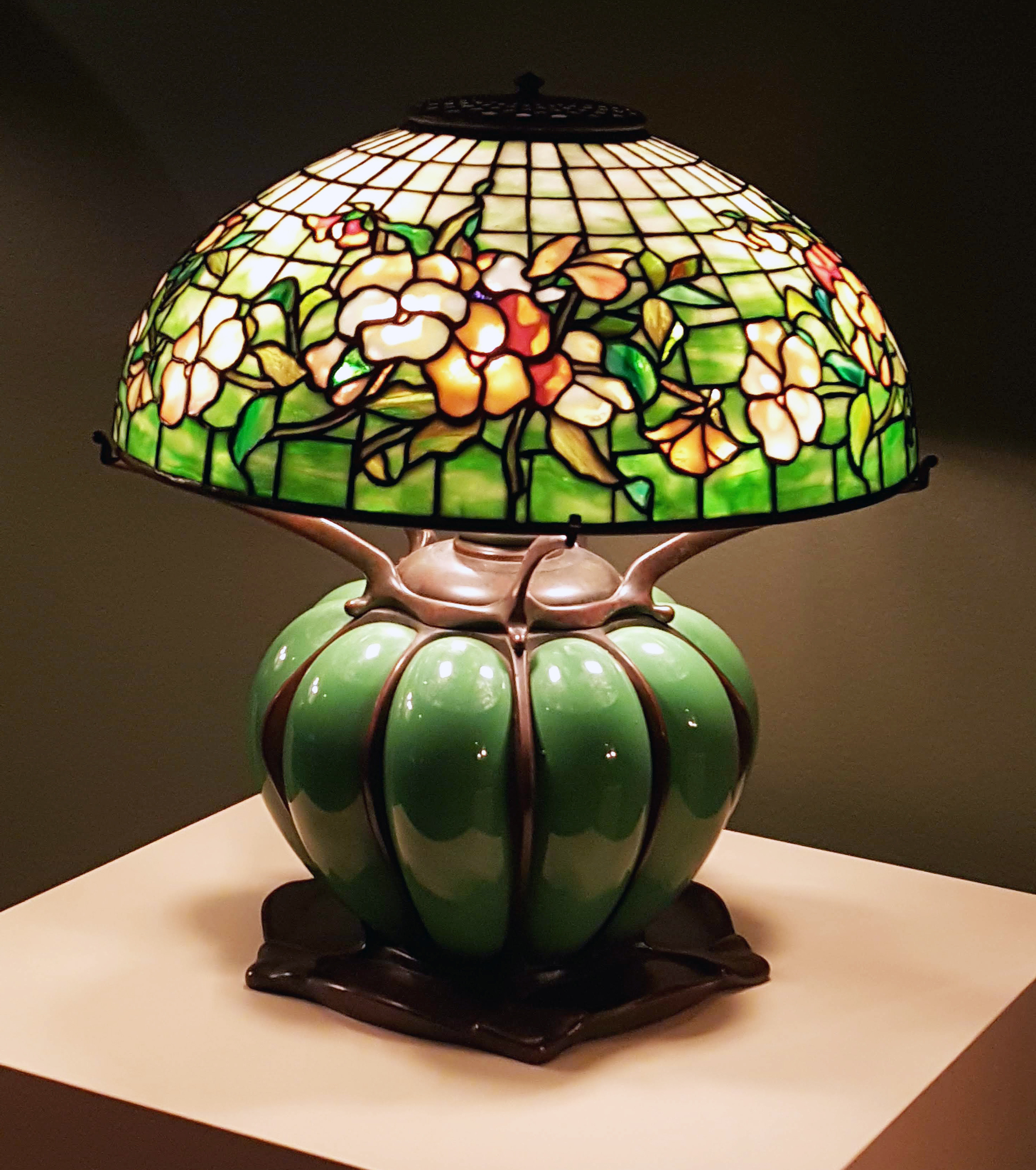
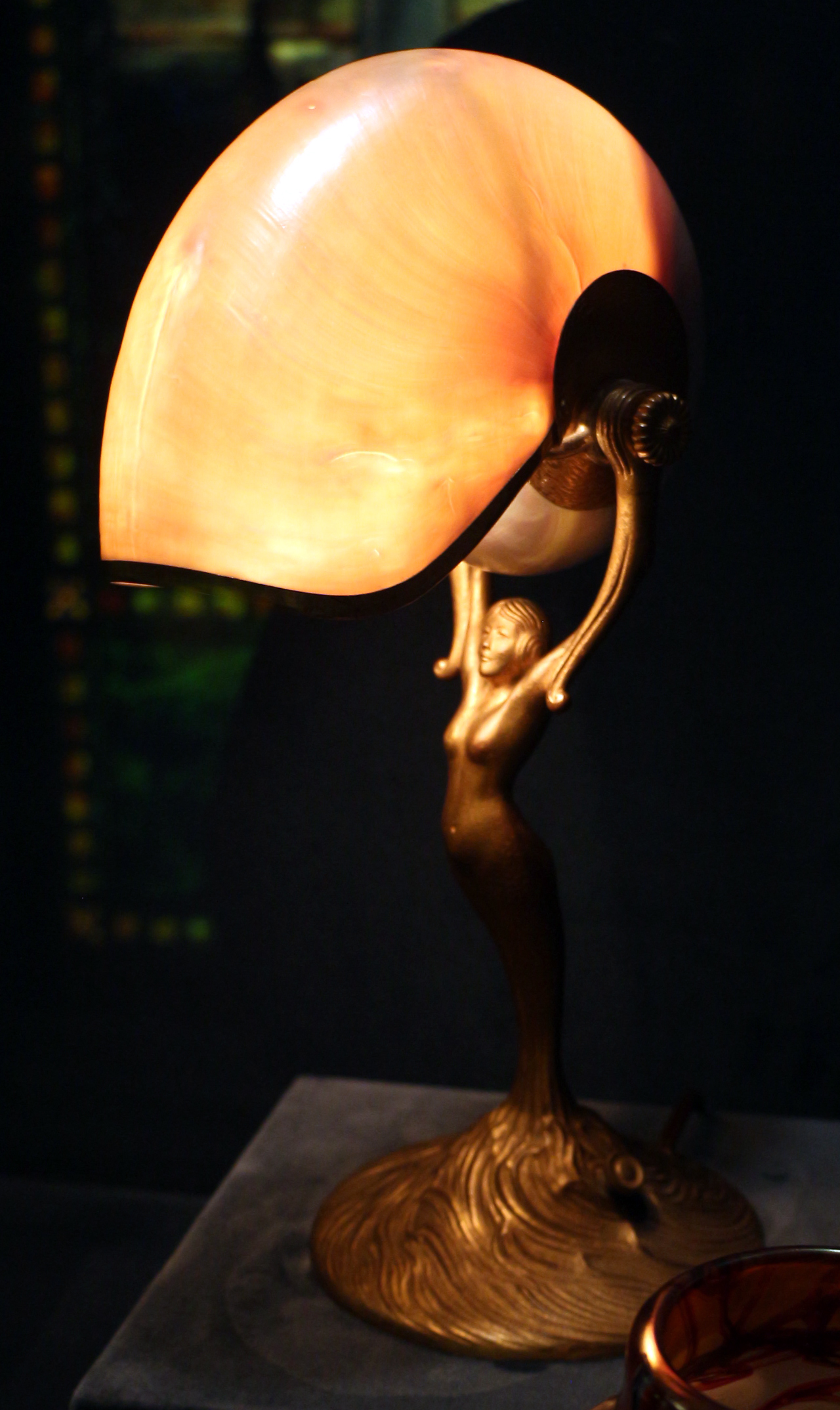
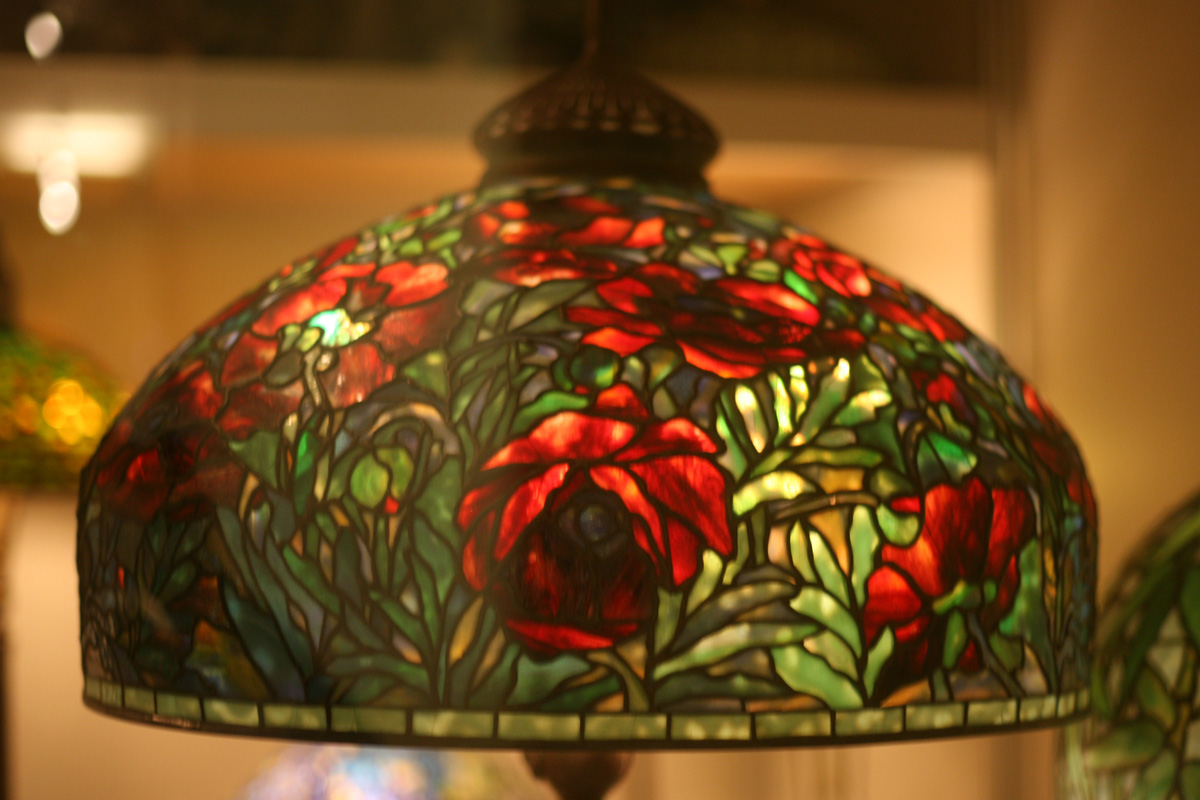
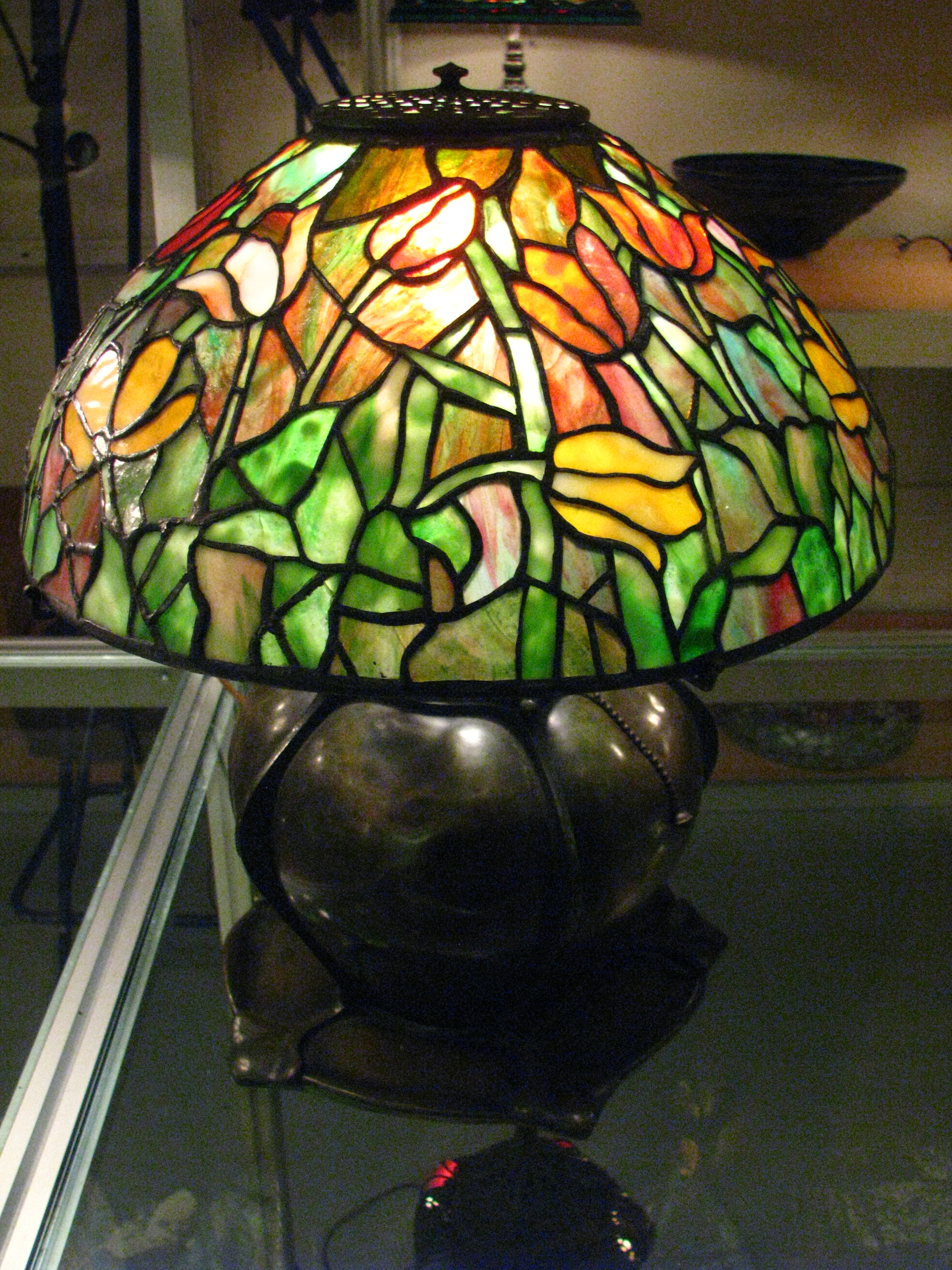
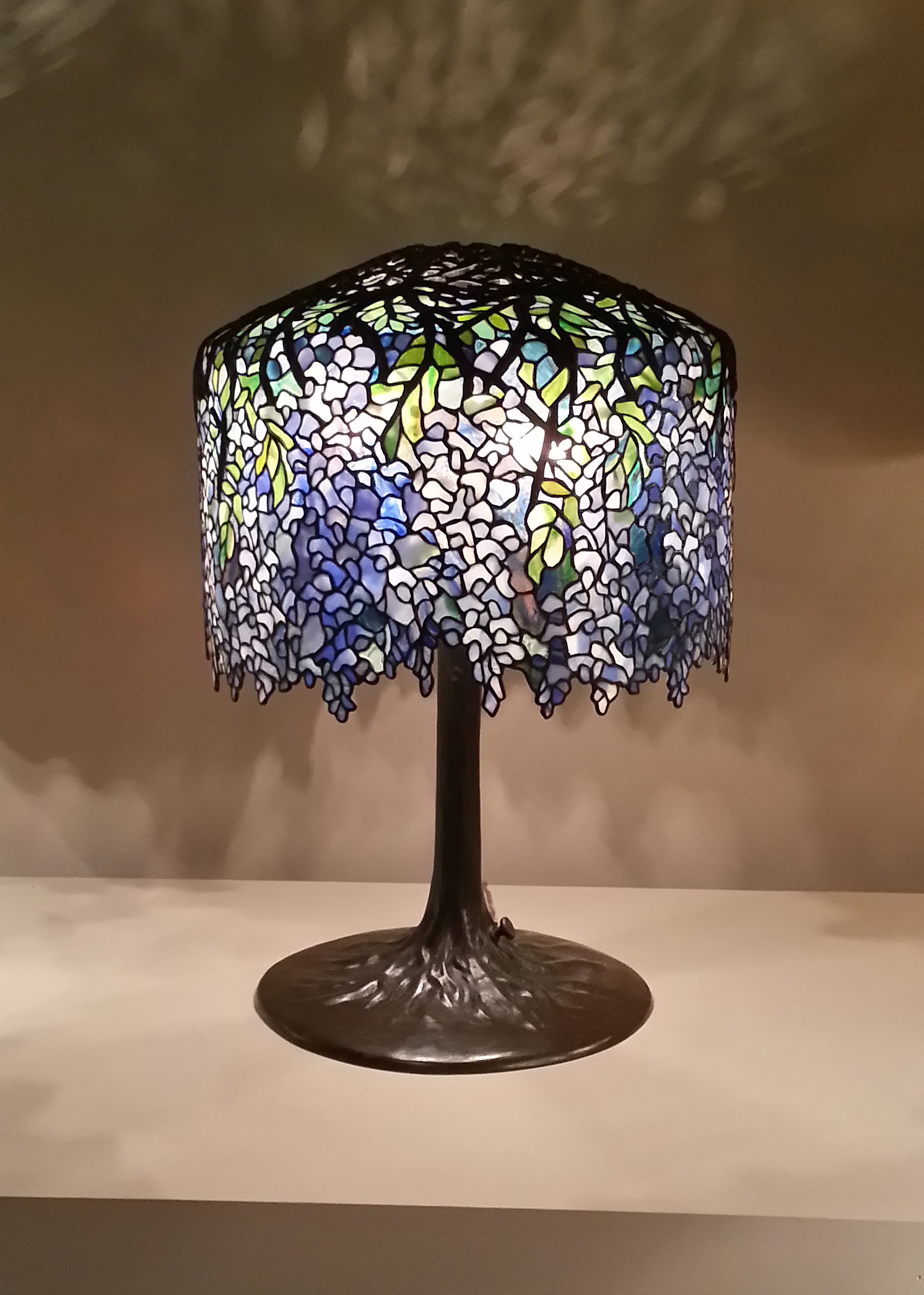
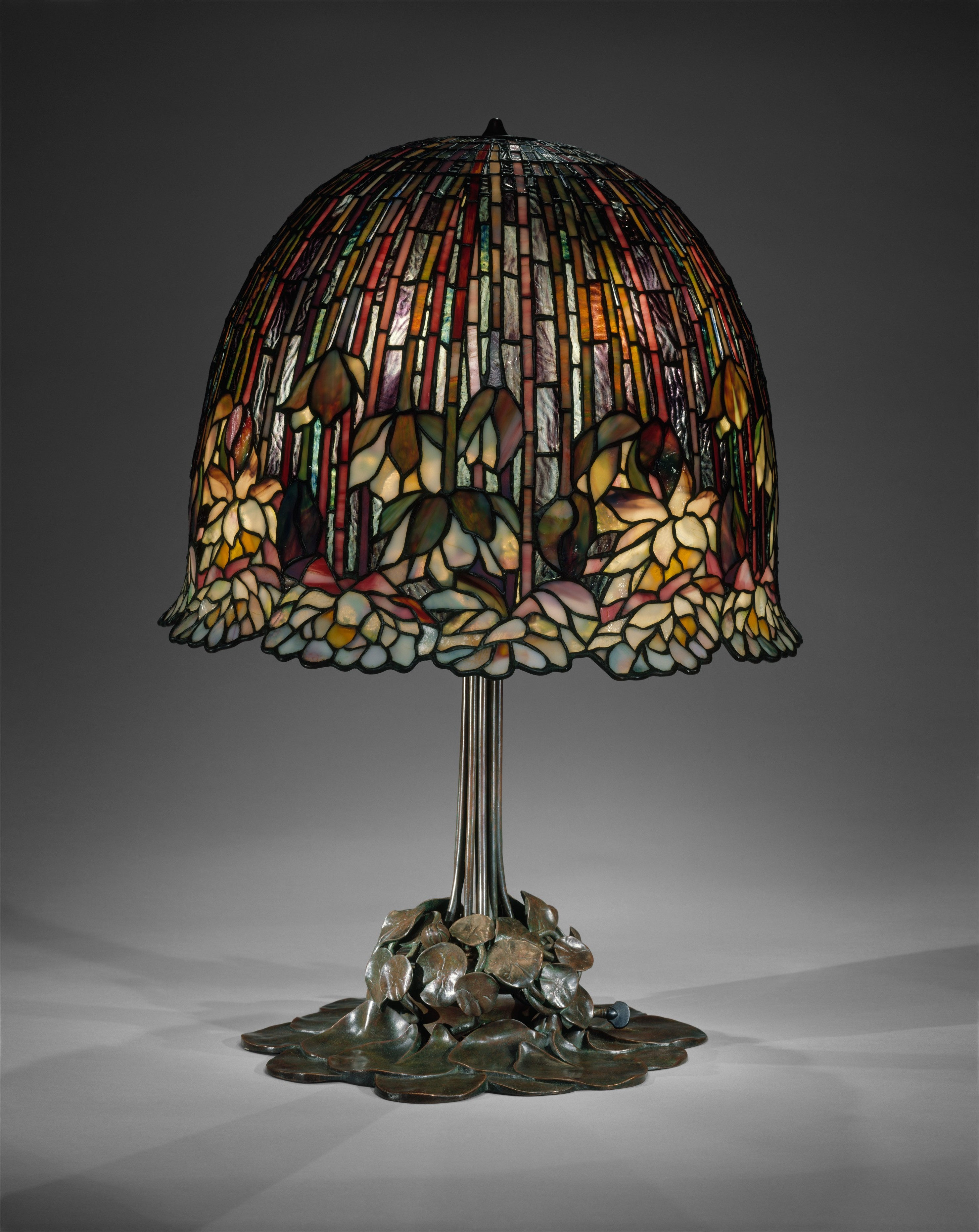
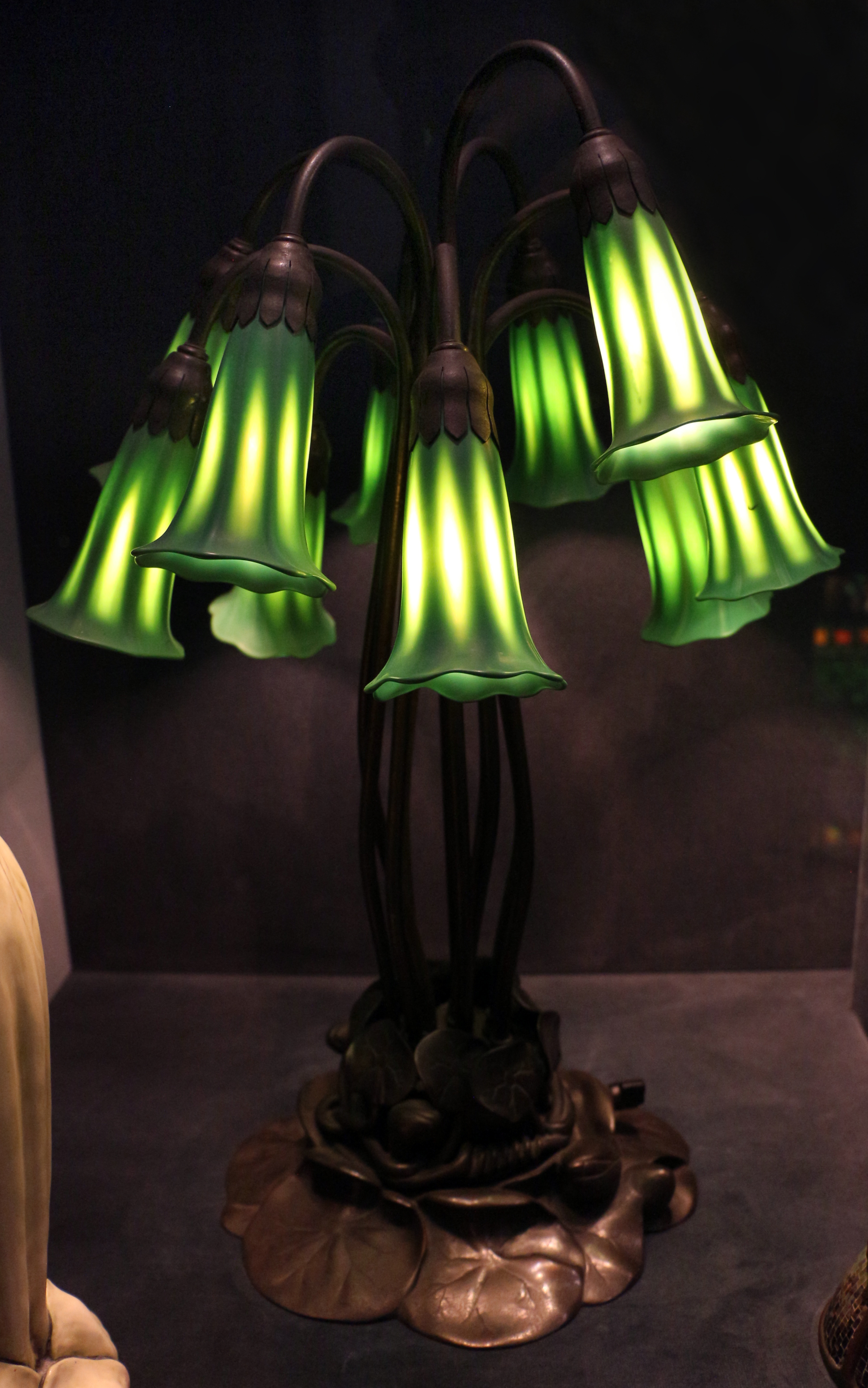
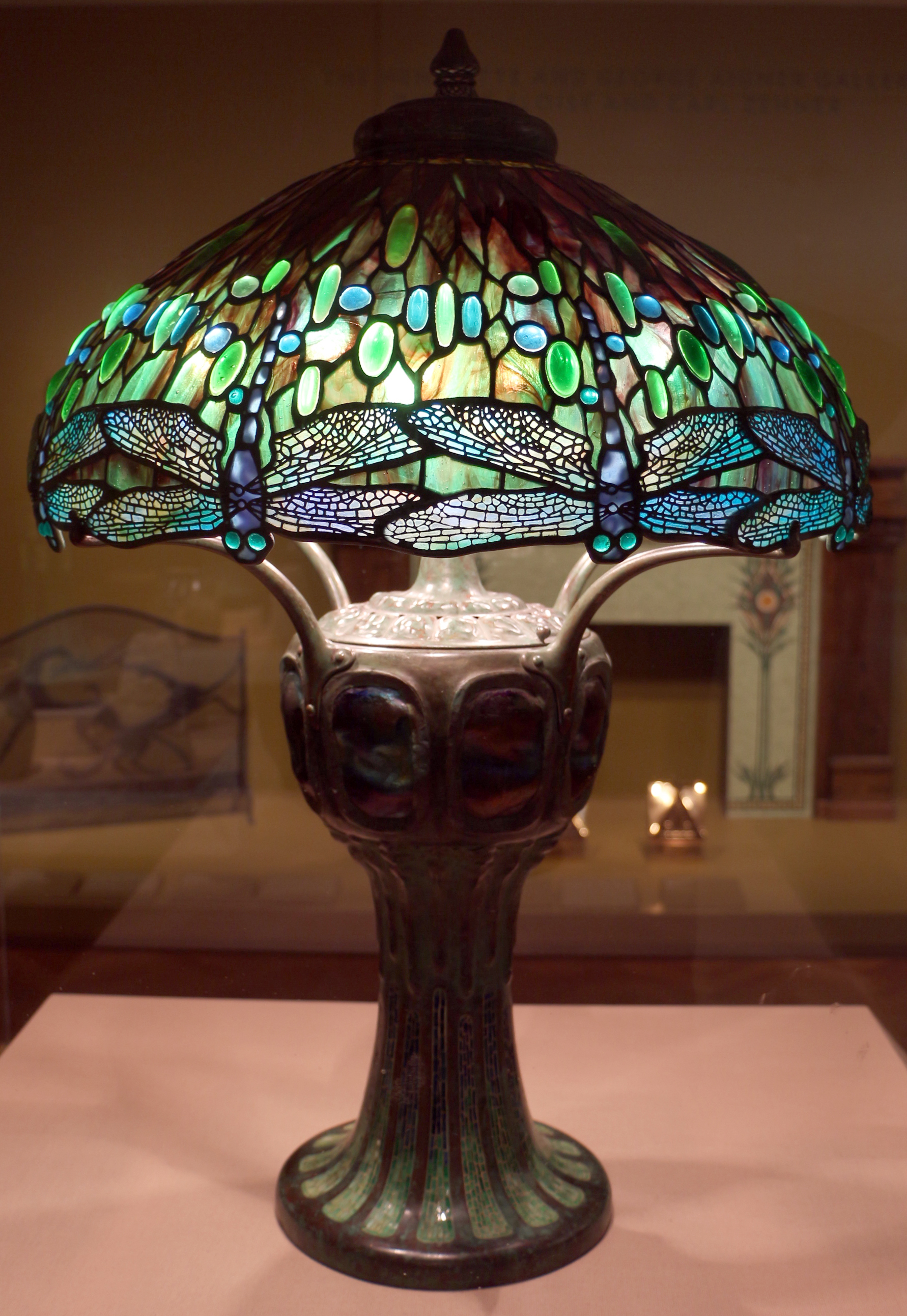

## Известные произведения
Витражи
- «Священный град» — Пресвитерианская мемориальная церковь Брауна, Балтимор
- «Крещение Господне» — Пресвитерианская мемориальная церковь Брауна, Балтимор
- «Нагорная проповедь» — Церковь Арлингтон-стрит, Бостон
- «Мемориальный витраж Мэя» — Синагога Эману-Эль, Нью-Йорк
- «Образование» (Мемориальный витраж Читтендена) — Йельский университет

Лампы и абажуры
- «Лист лотоса»
- «Стрекоза»
- «Ракитник — золотой дождь»